# Llista d'asteroides (390001-391000)
Llista d'asteroides del 390.001 al 391.000, amb data de descoberta i descobridor. És un fragment de la llista d'asteroides completa. Als asteroides se'ls dona un número quan es confirma la seva òrbita, per tant apareixen llistats aproximadament segons la data de descobriment.

## 390001-390100
| Nom    | Designació provisional | Data de descobriment   | Lloc de descobriment | Descobridor/s     |
| ------ | ---------------------- | ---------------------- | -------------------- | ----------------- |
| 390001 | 2012 TD303             | 16 de gener de 2005    | Socorro              | LINEAR            |
| 390002 | 2012 TN303             | 7 d'octubre de 2004    | Kitt Peak            | Spacewatch        |
| 390003 | 2012 TH307             | 10 de maig de 2005     | Kitt Peak            | Spacewatch        |
| 390004 | 2012 TT310             | 26 de setembre de 1998 | Kitt Peak            | Spacewatch        |
| 390005 | 2012 TC311             | 22 de gener de 1993    | Kitt Peak            | Spacewatch        |
| 390006 | 2012 TD312             | 28 d'agost de 2005     | Kitt Peak            | Spacewatch        |
| 390007 | 2012 TK312             | 16 d'abril de 2004     | Kitt Peak            | Spacewatch        |
| 390008 | 2012 TW312             | 14 de novembre de 1998 | Kitt Peak            | Spacewatch        |
| 390009 | 2012 TX313             | 30 de desembre de 2008 | Catalina             | CSS               |
| 390010 | 2012 TR314             | 24 d'agost de 2007     | Kitt Peak            | Spacewatch        |
| 390011 | 2012 TR315             | 20 de novembre de 2003 | Socorro              | LINEAR            |
| 390012 | 2012 TQ317             | 19 d'abril de 2006     | Kitt Peak            | Spacewatch        |
| 390013 | 2012 TS317             | 19 d'abril de 2006     | Kitt Peak            | Spacewatch        |
| 390014 | 2012 TS318             | 18 de març de 2009     | Kitt Peak            | Spacewatch        |
| 390015 | 2012 UN                | 25 d'abril de 2003     | Kitt Peak            | Spacewatch        |
| 390016 | 2012 UH3               | 6 de novembre de 2008  | Catalina             | CSS               |
| 390017 | 2012 UB11              | 4 de març de 2005      | Mount Lemmon         | Mt. Lemmon Survey |
| 390018 | 2012 UE14              | 18 d'octubre de 2007   | Mount Lemmon         | Mt. Lemmon Survey |
| 390019 | 2012 UJ15              | 5 de desembre de 2005  | Kitt Peak            | Spacewatch        |
| 390020 | 2012 UY18              | 7 de novembre de 2008  | Mount Lemmon         | Mt. Lemmon Survey |
| 390021 | 2012 UN29              | 3 de desembre de 2008  | Mount Lemmon         | Mt. Lemmon Survey |
| 390022 | 2012 UX29              | 27 de gener de 2007    | Kitt Peak            | Spacewatch        |
| 390023 | 2012 US30              | 20 d'octubre de 2003   | Kitt Peak            | Spacewatch        |
| 390024 | 2012 UQ31              | 27 de juny de 2011     | Kitt Peak            | Spacewatch        |
| 390025 | 2012 UY32              | 31 d'octubre de 2008   | Catalina             | CSS               |
| 390026 | 2012 UH33              | 3 d'octubre de 2003    | Kitt Peak            | Spacewatch        |
| 390027 | 2012 UE35              | 18 de setembre de 2007 | Mount Lemmon         | Mt. Lemmon Survey |
| 390028 | 2012 UA38              | 14 de març de 2007     | Kitt Peak            | Spacewatch        |
| 390029 | 2012 UZ40              | 18 de novembre de 1995 | Kitt Peak            | Spacewatch        |
| 390030 | 2012 UB41              | 24 d'agost de 2007     | Kitt Peak            | Spacewatch        |
| 390031 | 2012 UL41              | 15 de setembre de 2012 | Kitt Peak            | Spacewatch        |
| 390032 | 2012 UC42              | 22 de setembre de 2008 | Kitt Peak            | Spacewatch        |
| 390033 | 2012 UP47              | 14 de setembre de 2007 | Catalina             | CSS               |
| 390034 | 2012 UG51              | 30 de novembre de 2008 | Mount Lemmon         | Mt. Lemmon Survey |
| 390035 | 2012 UO54              | 1 de juliol de 2008    | Kitt Peak            | Spacewatch        |
| 390036 | 2012 UR54              | 9 d'octubre de 2007    | Kitt Peak            | Spacewatch        |
| 390037 | 2012 UE55              | 6 de novembre de 2005  | Kitt Peak            | Spacewatch        |
| 390038 | 2012 UM56              | 13 de gener de 2005    | Kitt Peak            | Spacewatch        |
| 390039 | 2012 UC57              | 19 de novembre de 2001 | Socorro              | LINEAR            |
| 390040 | 2012 UE57              | 15 d'octubre de 2007   | Mount Lemmon         | Mt. Lemmon Survey |
| 390041 | 2012 UP58              | 18 de setembre de 2007 | Mount Lemmon         | Mt. Lemmon Survey |
| 390042 | 2012 UB59              | 17 de setembre de 2003 | Kitt Peak            | Spacewatch        |
| 390043 | 2012 UU59              | 3 de juny de 2011      | Mount Lemmon         | Mt. Lemmon Survey |
| 390044 | 2012 UA62              | 1 de novembre de 2007  | Kitt Peak            | Spacewatch        |
| 390045 | 2012 UE62              | 22 de desembre de 2008 | Mount Lemmon         | Mt. Lemmon Survey |
| 390046 | 2012 UC67              | 18 d'octubre de 2003   | Anderson Mesa        | LONEOS            |
| 390047 | 2012 UD69              | 5 d'octubre de 2000    | Kitt Peak            | Spacewatch        |
| 390048 | 2012 UN69              | 30 d'octubre de 2005   | Kitt Peak            | Spacewatch        |
| 390049 | 2012 UF72              | 16 de setembre de 2012 | Kitt Peak            | Spacewatch        |
| 390050 | 2012 UU72              | 10 d'agost de 2007     | Kitt Peak            | Spacewatch        |
| 390051 | 2012 UM73              | 15 de setembre de 2006 | Kitt Peak            | Spacewatch        |
| 390052 | 2012 UP73              | 26 de març de 2007     | Kitt Peak            | Spacewatch        |
| 390053 | 2012 UA76              | 20 d'octubre de 1995   | Kitt Peak            | Spacewatch        |
| 390054 | 2012 UH76              | 17 d'octubre de 2003   | Kitt Peak            | Spacewatch        |
| 390055 | 2012 UZ81              | 8 de març de 2005      | Mount Lemmon         | Mt. Lemmon Survey |
| 390056 | 2012 UK84              | 6 de setembre de 2008  | Catalina             | CSS               |
| 390057 | 2012 UR87              | 14 d'abril de 2007     | Kitt Peak            | Spacewatch        |
| 390058 | 2012 UE88              | 12 de desembre de 2004 | Kitt Peak            | Spacewatch        |
| 390059 | 2012 UG88              | 12 d'octubre de 1999   | Kitt Peak            | Spacewatch        |
| 390060 | 2012 UK88              | 14 d'octubre de 2001   | Kitt Peak            | Spacewatch        |
| 390061 | 2012 UL90              | 9 de març de 2007      | Kitt Peak            | Spacewatch        |
| 390062 | 2012 UX94              | 6 de novembre de 2005  | Mount Lemmon         | Mt. Lemmon Survey |
| 390063 | 2012 UE96              | 1 d'octubre de 2008    | Kitt Peak            | Spacewatch        |
| 390064 | 2012 UF98              | 19 d'octubre de 2006   | Catalina             | CSS               |
| 390065 | 2012 UV100             | 22 d'abril de 2004     | Kitt Peak            | Spacewatch        |
| 390066 | 2012 UT102             | 17 de març de 2007     | Kitt Peak            | Spacewatch        |
| 390067 | 2012 UO104             | 13 de desembre de 2004 | Kitt Peak            | Spacewatch        |
| 390068 | 2012 UX106             | 29 de setembre de 2005 | Mount Lemmon         | Mt. Lemmon Survey |
| 390069 | 2012 UG108             | 19 d'octubre de 2003   | Kitt Peak            | Spacewatch        |
| 390070 | 2012 UA110             | 3 de febrer de 2000    | Kitt Peak            | Spacewatch        |
| 390071 | 2012 UU113             | 3 de setembre de 2008  | Kitt Peak            | Spacewatch        |
| 390072 | 2012 UQ116             | 29 d'octubre de 2005   | Kitt Peak            | Spacewatch        |
| 390073 | 2012 UU117             | 28 de setembre de 2003 | Kitt Peak            | Spacewatch        |
| 390074 | 2012 UP122             | 28 de gener de 2009    | Catalina             | CSS               |
| 390075 | 2012 UT123             | 9 de novembre de 2007  | Kitt Peak            | Spacewatch        |
| 390076 | 2012 UH126             | 12 de març de 2005     | Kitt Peak            | Spacewatch        |
| 390077 | 2012 UC128             | 31 de desembre de 2008 | Kitt Peak            | Spacewatch        |
| 390078 | 2012 UV130             | 18 d'octubre de 2003   | Kitt Peak            | Spacewatch        |
| 390079 | 2012 US131             | 22 de setembre de 2008 | Mount Lemmon         | Mt. Lemmon Survey |
| 390080 | 2012 UM132             | 18 de febrer de 2010   | Kitt Peak            | Spacewatch        |
| 390081 | 2012 UQ136             | 31 de gener de 2006    | Kitt Peak            | Spacewatch        |
| 390082 | 2012 UM137             | 2 d'octubre de 2003    | Kitt Peak            | Spacewatch        |
| 390083 | 2012 UW140             | 13 de març de 2010     | Mount Lemmon         | Mt. Lemmon Survey |
| 390084 | 2012 UC148             | 21 d'abril de 2006     | Kitt Peak            | Spacewatch        |
| 390085 | 2012 UU148             | 25 de novembre de 2005 | Mount Lemmon         | Mt. Lemmon Survey |
| 390086 | 2012 UJ151             | 1 de desembre de 2008  | Mount Lemmon         | Mt. Lemmon Survey |
| 390087 | 2012 UC152             | 14 de novembre de 2007 | Kitt Peak            | Spacewatch        |
| 390088 | 2012 UJ152             | 19 de setembre de 2006 | Kitt Peak            | Spacewatch        |
| 390089 | 2012 UO152             | 20 d'abril de 2010     | Kitt Peak            | Spacewatch        |
| 390090 | 2012 UF155             | 8 de març de 2005      | Anderson Mesa        | LONEOS            |
| 390091 | 2012 UA156             | 30 de setembre de 2003 | Kitt Peak            | Spacewatch        |
| 390092 | 2012 UG156             | 24 de novembre de 2003 | Kitt Peak            | Spacewatch        |
| 390093 | 2012 UL156             | 21 de febrer de 2009   | Kitt Peak            | Spacewatch        |
| 390094 | 2012 UF160             | 18 d'abril de 2002     | Kitt Peak            | Spacewatch        |
| 390095 | 2012 UK161             | 1 de novembre de 2007  | Kitt Peak            | Spacewatch        |
| 390096 | 2012 UG162             | 22 de setembre de 2003 | Kitt Peak            | Spacewatch        |
| 390097 | 2012 UQ163             | 9 de setembre de 2007  | Kitt Peak            | Spacewatch        |
| 390098 | 2012 UF168             | 17 de març de 2001     | Kitt Peak            | Spacewatch        |
| 390099 | 2012 UQ168             | 1 de febrer de 2009    | Kitt Peak            | Spacewatch        |
| 390100 | 2012 VG9               | 30 de setembre de 1997 | Kitt Peak            | Spacewatch        |

## 390101-390200
| Nom    | Designació provisional | Data de descobriment   | Lloc de descobriment | Descobridor/s        |
| ------ | ---------------------- | ---------------------- | -------------------- | -------------------- |
| 390101 | 2012 VR10              | 11 de juny de 2010     | Mount Lemmon         | Mt. Lemmon Survey    |
| 390102 | 2012 VC17              | 5 de novembre de 2012  | Kitt Peak            | Spacewatch           |
| 390103 | 2012 VY17              | 15 de desembre de 2007 | Kitt Peak            | Spacewatch           |
| 390104 | 2012 VQ19              | 17 d'abril de 2001     | Kitt Peak            | Spacewatch           |
| 390105 | 2012 VJ25              | 23 d'octubre de 2008   | Kitt Peak            | Spacewatch           |
| 390106 | 2012 VN26              | 1 d'octubre de 2003    | Kitt Peak            | Spacewatch           |
| 390107 | 2012 VZ29              | 19 de novembre de 2009 | Mount Lemmon         | Mt. Lemmon Survey    |
| 390108 | 2012 VS30              | 19 de novembre de 2001 | Socorro              | LINEAR               |
| 390109 | 2012 VW30              | 28 de febrer de 2009   | Mount Lemmon         | Mt. Lemmon Survey    |
| 390110 | 2012 VY30              | 3 de novembre de 2007  | Kitt Peak            | Spacewatch           |
| 390111 | 2012 VP33              | 18 de desembre de 2004 | Mount Lemmon         | Mt. Lemmon Survey    |
| 390112 | 2012 VE34              | 2 de desembre de 2004  | Kitt Peak            | Spacewatch           |
| 390113 | 2012 VW34              | 13 d'abril de 2011     | Mount Lemmon         | Mt. Lemmon Survey    |
| 390114 | 2012 VW35              | 11 de març de 1996     | Kitt Peak            | Spacewatch           |
| 390115 | 2012 VX38              | 18 de desembre de 2001 | Socorro              | LINEAR               |
| 390116 | 2012 VF40              | 4 de desembre de 2005  | Kitt Peak            | Spacewatch           |
| 390117 | 2012 VQ43              | 22 d'octubre de 1995   | Kitt Peak            | Spacewatch           |
| 390118 | 2012 VK44              | 26 de març de 2006     | Kitt Peak            | Spacewatch           |
| 390119 | 2012 VC45              | 27 de gener de 2003    | Socorro              | LINEAR               |
| 390120 | 2012 VG45              | 2 de novembre de 2007  | Mount Lemmon         | Mt. Lemmon Survey    |
| 390121 | 2012 VL45              | 28 d'octubre de 2008   | Mount Lemmon         | Mt. Lemmon Survey    |
| 390122 | 2012 VE48              | 18 de setembre de 2003 | Kitt Peak            | Spacewatch           |
| 390123 | 2012 VQ53              | 9 de novembre de 1999  | Kitt Peak            | Spacewatch           |
| 390124 | 2012 VY53              | 18 de novembre de 2007 | Mount Lemmon         | Mt. Lemmon Survey    |
| 390125 | 2012 VH57              | 13 de març de 2005     | Kitt Peak            | Spacewatch           |
| 390126 | 2012 VN59              | 9 d'abril de 2010      | Kitt Peak            | Spacewatch           |
| 390127 | 2012 VQ59              | 23 de desembre de 2005 | Kitt Peak            | Spacewatch           |
| 390128 | 2012 VF60              | 27 de novembre de 2009 | Mount Lemmon         | Mt. Lemmon Survey    |
| 390129 | 2012 VV60              | 3 d'abril de 2003      | Anderson Mesa        | LONEOS               |
| 390130 | 2012 VW61              | 29 de setembre de 2003 | Kitt Peak            | Spacewatch           |
| 390131 | 2012 VW62              | 16 de gener de 2005    | Kitt Peak            | Spacewatch           |
| 390132 | 2012 VY64              | 29 d'octubre de 2005   | Kitt Peak            | Spacewatch           |
| 390133 | 2012 VJ68              | 1 de juliol de 2011    | Kitt Peak            | Spacewatch           |
| 390134 | 2012 VG71              | 30 de març de 2004     | Kitt Peak            | Spacewatch           |
| 390135 | 2012 VT72              | 20 d'octubre de 2007   | Mount Lemmon         | Mt. Lemmon Survey    |
| 390136 | 2012 VY72              | 2 de desembre de 2008  | Mount Lemmon         | Mt. Lemmon Survey    |
| 390137 | 2012 VJ73              | 13 de gener de 1996    | Kitt Peak            | Spacewatch           |
| 390138 | 2012 VQ74              | 19 de setembre de 1998 | Caussols             | ODAS                 |
| 390139 | 2012 VO79              | 29 d'octubre de 2005   | Mount Lemmon         | Mt. Lemmon Survey    |
| 390140 | 2012 VK83              | 30 de novembre de 2008 | Kitt Peak            | Spacewatch           |
| 390141 | 2012 VQ83              | 4 de desembre de 2007  | Mount Lemmon         | Mt. Lemmon Survey    |
| 390142 | 2012 VC84              | 1 de febrer de 2005    | Kitt Peak            | Spacewatch           |
| 390143 | 2012 VK84              | 29 de març de 2004     | Kitt Peak            | Spacewatch           |
| 390144 | 2012 VL84              | 16 de desembre de 2007 | Kitt Peak            | Spacewatch           |
| 390145 | 2012 VN85              | 12 d'octubre de 2007   | Mount Lemmon         | Mt. Lemmon Survey    |
| 390146 | 2012 VR85              | 21 de desembre de 2008 | Catalina             | CSS                  |
| 390147 | 2012 VD86              | 19 de setembre de 2003 | Kitt Peak            | Spacewatch           |
| 390148 | 2012 VZ86              | 8 de març de 2005      | Kitt Peak            | Spacewatch           |
| 390149 | 2012 VB88              | 31 de març de 2009     | Mount Lemmon         | Mt. Lemmon Survey    |
| 390150 | 2012 VE88              | 10 de juny de 2011     | Mount Lemmon         | Mt. Lemmon Survey    |
| 390151 | 2012 VF88              | 15 de novembre de 1995 | Kitt Peak            | Spacewatch           |
| 390152 | 2012 VP88              | 31 de desembre de 2008 | Mount Lemmon         | Mt. Lemmon Survey    |
| 390153 | 2012 VF89              | 19 de novembre de 2003 | Kitt Peak            | Spacewatch           |
| 390154 | 2012 VJ91              | 9 d'octubre de 2007    | Mount Lemmon         | Mt. Lemmon Survey    |
| 390155 | 2012 VG93              | 10 d'octubre de 2007   | Mount Lemmon         | Mt. Lemmon Survey    |
| 390156 | 2012 VK93              | 2 d'abril de 2005      | Mount Lemmon         | Mt. Lemmon Survey    |
| 390157 | 2012 VX95              | 13 de setembre de 2007 | Mount Lemmon         | Mt. Lemmon Survey    |
| 390158 | 2012 VD97              | 28 de juliol de 2011   | Siding Spring        | Siding Spring Survey |
| 390159 | 2012 VS98              | 10 d'octubre de 2012   | Catalina             | CSS                  |
| 390160 | 2012 VE101             | 21 d'octubre de 2003   | Kitt Peak            | Spacewatch           |
| 390161 | 2012 VH101             | 6 d'abril de 2005      | Mount Lemmon         | Mt. Lemmon Survey    |
| 390162 | 2012 VJ101             | 2 d'abril de 2006      | Kitt Peak            | Spacewatch           |
| 390163 | 2012 VM101             | 15 d'octubre de 2007   | Mount Lemmon         | Mt. Lemmon Survey    |
| 390164 | 2012 VO101             | 9 de gener de 2006     | Kitt Peak            | Spacewatch           |
| 390165 | 2012 VG102             | 1 de desembre de 2003  | Kitt Peak            | Spacewatch           |
| 390166 | 2012 VJ102             | 15 d'octubre de 2007   | Kitt Peak            | Spacewatch           |
| 390167 | 2012 VN103             | 5 de desembre de 2008  | Kitt Peak            | Spacewatch           |
| 390168 | 2012 VS103             | 10 d'octubre de 2007   | Mount Lemmon         | Mt. Lemmon Survey    |
| 390169 | 2012 VC104             | 11 d'octubre de 1997   | Kitt Peak            | Spacewatch           |
| 390170 | 2012 VY106             | 13 de setembre de 2007 | Mount Lemmon         | Mt. Lemmon Survey    |
| 390171 | 2012 VE107             | 18 de setembre de 2003 | Kitt Peak            | Spacewatch           |
| 390172 | 2012 VP107             | 14 de setembre de 2007 | Mount Lemmon         | Mt. Lemmon Survey    |
| 390173 | 2012 VS109             | 28 de setembre de 2006 | Kitt Peak            | Spacewatch           |
| 390174 | 2012 WU                | 28 de desembre de 2005 | Kitt Peak            | Spacewatch           |
| 390175 | 2012 WT2               | 30 de setembre de 2005 | Mount Lemmon         | Mt. Lemmon Survey    |
| 390176 | 2012 WH3               | 16 de març de 2007     | Kitt Peak            | Spacewatch           |
| 390177 | 2012 WO5               | 20 d'octubre de 2001   | Socorro              | LINEAR               |
| 390178 | 2012 WF6               | 21 d'octubre de 2003   | Kitt Peak            | Spacewatch           |
| 390179 | 2012 WU6               | 20 d'abril de 2007     | Mount Lemmon         | Mt. Lemmon Survey    |
| 390180 | 2012 WP11              | 25 de setembre de 2006 | Mount Lemmon         | Mt. Lemmon Survey    |
| 390181 | 2012 WR11              | 10 d'octubre de 2007   | Mount Lemmon         | Mt. Lemmon Survey    |
| 390182 | 2012 WO12              | 25 de febrer de 2006   | Kitt Peak            | Spacewatch           |
| 390183 | 2012 WW12              | 13 de setembre de 2007 | Mount Lemmon         | Mt. Lemmon Survey    |
| 390184 | 2012 WV13              | 8 de març de 2005      | Mount Lemmon         | Mt. Lemmon Survey    |
| 390185 | 2012 WF16              | 21 de desembre de 2008 | Catalina             | CSS                  |
| 390186 | 2012 WW17              | 22 de desembre de 2000 | Kitt Peak            | Spacewatch           |
| 390187 | 2012 WH18              | 17 de novembre de 2007 | Mount Lemmon         | Mt. Lemmon Survey    |
| 390188 | 2012 WD20              | 9 de setembre de 2007  | Kitt Peak            | Spacewatch           |
| 390189 | 2012 WV20              | 3 d'octubre de 2002    | Socorro              | LINEAR               |
| 390190 | 2012 WG22              | 19 de març de 2010     | Kitt Peak            | Spacewatch           |
| 390191 | 2012 WT22              | 21 d'octubre de 2003   | Kitt Peak            | Spacewatch           |
| 390192 | 2012 WD23              | 3 d'octubre de 2006    | Mount Lemmon         | Mt. Lemmon Survey    |
| 390193 | 2012 WM23              | 12 de setembre de 2007 | Kitt Peak            | Spacewatch           |
| 390194 | 2012 WX23              | 29 de desembre de 2003 | Kitt Peak            | Spacewatch           |
| 390195 | 2012 WG26              | 16 d'agost de 2001     | Prescott             | P. G. Comba          |
| 390196 | 2012 WL26              | 7 de desembre de 2008  | Mount Lemmon         | Mt. Lemmon Survey    |
| 390197 | 2012 WV26              | 31 de desembre de 2008 | Mount Lemmon         | Mt. Lemmon Survey    |
| 390198 | 2012 WZ26              | 29 de novembre de 2000 | Kitt Peak            | Spacewatch           |
| 390199 | 2012 WX29              | 14 de juny de 2004     | Socorro              | LINEAR               |
| 390200 | 2012 WF30              | 6 de setembre de 2008  | Mount Lemmon         | Mt. Lemmon Survey    |

## 390201-390300
| Nom    | Designació provisional | Data de descobriment   | Lloc de descobriment | Descobridor/s        |
| ------ | ---------------------- | ---------------------- | -------------------- | -------------------- |
| 390201 | 2012 WZ31              | 26 de setembre de 2006 | Kitt Peak            | Spacewatch           |
| 390202 | 2012 XP                | 14 d'octubre de 2007   | Mount Lemmon         | Mt. Lemmon Survey    |
| 390203 | 2012 XQ                | 18 de setembre de 2003 | Kitt Peak            | Spacewatch           |
| 390204 | 2012 XE2               | 13 de febrer de 2004   | Kitt Peak            | Spacewatch           |
| 390205 | 2012 XW4               | 6 de febrer de 2006    | Kitt Peak            | Spacewatch           |
| 390206 | 2012 XD6               | 15 de desembre de 2009 | Mount Lemmon         | Mt. Lemmon Survey    |
| 390207 | 2012 XS7               | 13 de gener de 2005    | Kitt Peak            | Spacewatch           |
| 390208 | 2012 XV8               | 19 de gener de 2005    | Kitt Peak            | Spacewatch           |
| 390209 | 2012 XM11              | 12 de setembre de 2007 | Mount Lemmon         | Mt. Lemmon Survey    |
| 390210 | 2012 XD12              | 19 d'octubre de 2003   | Kitt Peak            | Spacewatch           |
| 390211 | 2012 XO12              | 2 de maig de 2006      | Mount Lemmon         | Mt. Lemmon Survey    |
| 390212 | 2012 XS18              | 18 de novembre de 2007 | Kitt Peak            | Spacewatch           |
| 390213 | 2012 XR23              | 18 de novembre de 2007 | Mount Lemmon         | Mt. Lemmon Survey    |
| 390214 | 2012 XA26              | 22 d'octubre de 2006   | Kitt Peak            | Spacewatch           |
| 390215 | 2012 XC26              | 25 de setembre de 2005 | Kitt Peak            | Spacewatch           |
| 390216 | 2012 XU26              | 6 de novembre de 2007  | Kitt Peak            | Spacewatch           |
| 390217 | 2012 XY29              | 15 de setembre de 2007 | Mount Lemmon         | Mt. Lemmon Survey    |
| 390218 | 2012 XD33              | 27 de gener de 2004    | Kitt Peak            | Spacewatch           |
| 390219 | 2012 XN36              | 19 de novembre de 2003 | Kitt Peak            | Spacewatch           |
| 390220 | 2012 XB37              | 30 de setembre de 2006 | Mount Lemmon         | Mt. Lemmon Survey    |
| 390221 | 2012 XE37              | 16 de desembre de 2004 | Socorro              | LINEAR               |
| 390222 | 2012 XW37              | 24 de març de 2006     | Mount Lemmon         | Mt. Lemmon Survey    |
| 390223 | 2012 XB38              | 14 d'octubre de 1998   | Kitt Peak            | Spacewatch           |
| 390224 | 2012 XZ38              | 9 d'abril de 2002      | Kitt Peak            | Spacewatch           |
| 390225 | 2012 XB42              | 24 d'abril de 2006     | Kitt Peak            | Spacewatch           |
| 390226 | 2012 XE42              | 29 d'agost de 2006     | Kitt Peak            | Spacewatch           |
| 390227 | 2012 XM42              | 15 de setembre de 2007 | Mount Lemmon         | Mt. Lemmon Survey    |
| 390228 | 2012 XR42              | 17 de gener de 2005    | Kitt Peak            | Spacewatch           |
| 390229 | 2012 XN43              | 31 de desembre de 1997 | Kitt Peak            | Spacewatch           |
| 390230 | 2012 XM45              | 19 de maig de 2006     | Mount Lemmon         | Mt. Lemmon Survey    |
| 390231 | 2012 XP49              | 28 de febrer de 2009   | Kitt Peak            | Spacewatch           |
| 390232 | 2012 XS51              | 5 d'octubre de 2004    | Kitt Peak            | Spacewatch           |
| 390233 | 2012 XT51              | 11 d'octubre de 2007   | Kitt Peak            | Spacewatch           |
| 390234 | 2012 XQ52              | 17 de novembre de 2006 | Mount Lemmon         | Mt. Lemmon Survey    |
| 390235 | 2012 XM54              | 31 de desembre de 2002 | Socorro              | LINEAR               |
| 390236 | 2012 XT55              | 8 de gener de 2010     | WISE                 | WISE                 |
| 390237 | 2012 XV60              | 8 d'octubre de 2008    | Kitt Peak            | Spacewatch           |
| 390238 | 2012 XG63              | 23 d'octubre de 2006   | Mount Lemmon         | Mt. Lemmon Survey    |
| 390239 | 2012 XQ63              | 9 de maig de 2010      | Mount Lemmon         | Mt. Lemmon Survey    |
| 390240 | 2012 XK69              | 4 de desembre de 2007  | Catalina             | CSS                  |
| 390241 | 2012 XO69              | 12 de juny de 2011     | Mount Lemmon         | Mt. Lemmon Survey    |
| 390242 | 2012 XY69              | 28 de febrer de 2009   | Mount Lemmon         | Mt. Lemmon Survey    |
| 390243 | 2012 XK78              | 7 de gener de 2006     | Kitt Peak            | Spacewatch           |
| 390244 | 2012 XX79              | 11 de setembre de 2004 | Kitt Peak            | Spacewatch           |
| 390245 | 2012 XH80              | 17 de febrer de 2010   | Kitt Peak            | Spacewatch           |
| 390246 | 2012 XE82              | 9 de juny de 2005      | Kitt Peak            | Spacewatch           |
| 390247 | 2012 XK85              | 29 de març de 2004     | Kitt Peak            | Spacewatch           |
| 390248 | 2012 XF87              | 7 de febrer de 2010    | WISE                 | WISE                 |
| 390249 | 2012 XZ91              | 17 de novembre de 2007 | Kitt Peak            | Spacewatch           |
| 390250 | 2012 XW94              | 2 de febrer de 2008    | Mount Lemmon         | Mt. Lemmon Survey    |
| 390251 | 2012 XD96              | 12 de desembre de 2004 | Kitt Peak            | Spacewatch           |
| 390252 | 2012 XL96              | 14 d'abril de 2010     | Catalina             | CSS                  |
| 390253 | 2012 XZ97              | 5 d'octubre de 2007    | Kitt Peak            | Spacewatch           |
| 390254 | 2012 XJ106             | 5 de novembre de 2007  | Mount Lemmon         | Mt. Lemmon Survey    |
| 390255 | 2012 XU114             | 24 d'abril de 2010     | WISE                 | WISE                 |
| 390256 | 2012 XK119             | 10 de desembre de 2004 | Kitt Peak            | Spacewatch           |
| 390257 | 2012 XM128             | 19 de setembre de 2006 | Catalina             | CSS                  |
| 390258 | 2012 XZ129             | 21 d'octubre de 2006   | Kitt Peak            | Spacewatch           |
| 390259 | 2012 XO130             | 30 de gener de 2004    | Kitt Peak            | Spacewatch           |
| 390260 | 2012 XU131             | 1 de desembre de 2008  | Kitt Peak            | Spacewatch           |
| 390261 | 2012 XQ133             | 21 de novembre de 2008 | Kitt Peak            | Spacewatch           |
| 390262 | 2012 XU133             | 24 de novembre de 2008 | Kitt Peak            | Spacewatch           |
| 390263 | 2012 XM135             | 12 de novembre de 2007 | Mount Lemmon         | Mt. Lemmon Survey    |
| 390264 | 2012 XO135             | 21 d'agost de 2006     | Kitt Peak            | Spacewatch           |
| 390265 | 2012 XV136             | 15 d'octubre de 2007   | Mount Lemmon         | Mt. Lemmon Survey    |
| 390266 | 2012 XD138             | 21 d'octubre de 2007   | Mount Lemmon         | Mt. Lemmon Survey    |
| 390267 | 2012 XS138             | 3 de desembre de 2008  | Mount Lemmon         | Mt. Lemmon Survey    |
| 390268 | 2012 XL141             | 27 de febrer de 2006   | Kitt Peak            | Spacewatch           |
| 390269 | 2012 XS143             | 10 de setembre de 2007 | Mount Lemmon         | Mt. Lemmon Survey    |
| 390270 | 2012 XF145             | 5 de juliol de 2005    | Kitt Peak            | Spacewatch           |
| 390271 | 2012 XX145             | 20 d'abril de 2010     | Mount Lemmon         | Mt. Lemmon Survey    |
| 390272 | 2012 XN148             | 3 de novembre de 2007  | Kitt Peak            | Spacewatch           |
| 390273 | 2012 XX148             | 12 de desembre de 2004 | Kitt Peak            | Spacewatch           |
| 390274 | 2012 XE149             | 15 d'octubre de 2007   | Mount Lemmon         | Mt. Lemmon Survey    |
| 390275 | 2012 XF149             | 5 d'abril de 2003      | Kitt Peak            | Spacewatch           |
| 390276 | 2012 XK152             | 25 d'abril de 2004     | Kitt Peak            | Spacewatch           |
| 390277 | 2012 XX153             | 17 de març de 2009     | Kitt Peak            | Spacewatch           |
| 390278 | 2012 YH1               | 14 de desembre de 2006 | Kitt Peak            | Spacewatch           |
| 390279 | 2012 YV1               | 1 de gener de 2008     | Kitt Peak            | Spacewatch           |
| 390280 | 2012 YT8               | 25 de juny de 2007     | Kitt Peak            | Spacewatch           |
| 390281 | 2013 AF6               | 15 de novembre de 1999 | Kitt Peak            | Spacewatch           |
| 390282 | 2013 AN9               | 21 d'octubre de 2006   | Mount Lemmon         | Mt. Lemmon Survey    |
| 390283 | 2013 AY9               | 27 de juny de 2004     | Siding Spring        | Siding Spring Survey |
| 390284 | 2013 AA10              | 18 de desembre de 2001 | Socorro              | LINEAR               |
| 390285 | 2013 AL13              | 13 de novembre de 2006 | Catalina             | CSS                  |
| 390286 | 2013 AH16              | 1 de setembre de 2000  | Socorro              | LINEAR               |
| 390287 | 2013 AM21              | 27 de novembre de 2006 | Kitt Peak            | Spacewatch           |
| 390288 | 2013 AN23              | 28 d'octubre de 2010   | Mount Lemmon         | Mt. Lemmon Survey    |
| 390289 | 2013 AD24              | 18 d'octubre de 2007   | Mount Lemmon         | Mt. Lemmon Survey    |
| 390290 | 2013 AR24              | 6 de maig de 2006      | Mount Lemmon         | Mt. Lemmon Survey    |
| 390291 | 2013 AD27              | 22 d'agost de 2001     | Kitt Peak            | Spacewatch           |
| 390292 | 2013 AL29              | 9 d'abril de 2002      | Socorro              | LINEAR               |
| 390293 | 2013 AK31              | 20 de gener de 2009    | Mount Lemmon         | Mt. Lemmon Survey    |
| 390294 | 2013 AT31              | 10 de novembre de 2006 | Kitt Peak            | Spacewatch           |
| 390295 | 2013 AN43              | 11 de juny de 2005     | Kitt Peak            | Spacewatch           |
| 390296 | 2013 AD44              | 10 d'octubre de 2010   | Mount Lemmon         | Mt. Lemmon Survey    |
| 390297 | 2013 AE47              | 2 d'octubre de 2006    | Mount Lemmon         | Mt. Lemmon Survey    |
| 390298 | 2013 AW48              | 13 de novembre de 2006 | Catalina             | CSS                  |
| 390299 | 2013 AT51              | 20 de setembre de 2006 | Catalina             | CSS                  |
| 390300 | 2013 AS60              | 26 de març de 2003     | Kitt Peak            | Spacewatch           |

## 390301-390400
| Nom    | Designació provisional | Data de descobriment   | Lloc de descobriment | Descobridor/s                                          |
| ------ | ---------------------- | ---------------------- | -------------------- | ------------------------------------------------------ |
| 390301 | 2013 AG64              | 17 d'octubre de 2010   | Mount Lemmon         | Mt. Lemmon Survey                                      |
| 390302 | 2013 AF68              | 15 de març de 2004     | Kitt Peak            | Spacewatch                                             |
| 390303 | 2013 AO76              | 6 de gener de 2000     | Kitt Peak            | Spacewatch                                             |
| 390304 | 2013 AW86              | 16 de maig de 1999     | Kitt Peak            | Spacewatch                                             |
| 390305 | 2013 AB88              | 17 d'abril de 2009     | Kitt Peak            | Spacewatch                                             |
| 390306 | 2013 AK93              | 15 d'octubre de 2007   | Mount Lemmon         | Mt. Lemmon Survey                                      |
| 390307 | 2013 AX94              | 26 de febrer de 2009   | Kitt Peak            | Spacewatch                                             |
| 390308 | 2013 AL99              | 18 de novembre de 2011 | Kitt Peak            | Spacewatch                                             |
| 390309 | 2013 AV106             | 21 de juny de 2007     | Mount Lemmon         | Mt. Lemmon Survey                                      |
| 390310 | 2013 AZ109             | 7 de novembre de 2008  | Mount Lemmon         | Mt. Lemmon Survey                                      |
| 390311 | 2013 AE112             | 14 de novembre de 2010 | Catalina             | CSS                                                    |
| 390312 | 2013 AS116             | 8 d'octubre de 2005    | Catalina             | CSS                                                    |
| 390313 | 2013 AU119             | 2 de novembre de 2000  | Kitt Peak            | Spacewatch                                             |
| 390314 | 2013 AT122             | 24 de maig de 2006     | Mount Lemmon         | Mt. Lemmon Survey                                      |
| 390315 | 2013 AB127             | 30 de setembre de 2006 | Catalina             | CSS                                                    |
| 390316 | 2013 AG132             | 5 de març de 2002      | Kitt Peak            | Spacewatch                                             |
| 390317 | 2013 AB133             | 8 de novembre de 2010  | Mount Lemmon         | Mt. Lemmon Survey                                      |
| 390318 | 2013 AF150             | 29 de febrer de 2008   | Mount Lemmon         | Mt. Lemmon Survey                                      |
| 390319 | 2013 AO165             | 30 d'agost de 2005     | Kitt Peak            | Spacewatch                                             |
| 390320 | 2013 AG167             | 23 de febrer de 2003   | Campo Imperatore     | CINEOS                                                 |
| 390321 | 2013 AL170             | 7 de maig de 2010      | WISE                 | WISE                                                   |
| 390322 | 2013 BA1               | 17 d'octubre de 2009   | Mount Lemmon         | Mt. Lemmon Survey                                      |
| 390323 | 2013 BB1               | 18 d'octubre de 1998   | Kitt Peak            | Spacewatch                                             |
| 390324 | 2013 BL14              | 27 de febrer de 2006   | Kitt Peak            | Spacewatch                                             |
| 390325 | 2013 BQ17              | 10 de setembre de 2007 | Mount Lemmon         | Mt. Lemmon Survey                                      |
| 390326 | 2013 BR17              | 19 de setembre de 2009 | Mount Lemmon         | Mt. Lemmon Survey                                      |
| 390327 | 2013 BB53              | 10 de gener de 2008    | Mount Lemmon         | Mt. Lemmon Survey                                      |
| 390328 | 2013 BJ60              | 29 de setembre de 2009 | Mount Lemmon         | Mt. Lemmon Survey                                      |
| 390329 | 2013 BZ61              | 15 de setembre de 2009 | Kitt Peak            | Spacewatch                                             |
| 390330 | 2013 BG62              | 28 de desembre de 2000 | Kitt Peak            | Spacewatch                                             |
| 390331 | 2013 BG64              | 13 de setembre de 2007 | Mount Lemmon         | Mt. Lemmon Survey                                      |
| 390332 | 2013 BF78              | 19 de desembre de 2007 | Kitt Peak            | Spacewatch                                             |
| 390333 | 2013 CK10              | 12 d'octubre de 2010   | Mount Lemmon         | Mt. Lemmon Survey                                      |
| 390334 | 2013 CF14              | 3 de gener de 2001     | Kitt Peak            | Spacewatch                                             |
| 390335 | 2013 CL15              | 7 de febrer de 2008    | Kitt Peak            | Spacewatch                                             |
| 390336 | 2013 CX43              | 28 de setembre de 2009 | Mount Lemmon         | Mt. Lemmon Survey                                      |
| 390337 | 2013 CE58              | 4 de setembre de 2008  | Kitt Peak            | Spacewatch                                             |
| 390338 | 2013 CF71              | 2 de febrer de 2001    | Kitt Peak            | Spacewatch                                             |
| 390339 | 2013 CC74              | 14 de novembre de 2010 | Mount Lemmon         | Mt. Lemmon Survey                                      |
| 390340 | 2013 CD77              | 29 de gener de 2010    | WISE                 | WISE                                                   |
| 390341 | 2013 CQ79              | 24 de març de 2009     | Mount Lemmon         | Mt. Lemmon Survey                                      |
| 390342 | 2013 CT79              | 10 de febrer de 2002   | Socorro              | LINEAR                                                 |
| 390343 | 2013 CB80              | 11 d'octubre de 2005   | Kitt Peak            | Spacewatch                                             |
| 390344 | 2013 CP95              | 10 de setembre de 2007 | Mount Lemmon         | Mt. Lemmon Survey                                      |
| 390345 | 2013 CA105             | 5 de gener de 2000     | Kitt Peak            | Spacewatch                                             |
| 390346 | 2013 CY109             | 27 de setembre de 2009 | Mount Lemmon         | Mt. Lemmon Survey                                      |
| 390347 | 2013 CU111             | 4 de desembre de 2010  | Mount Lemmon         | Mt. Lemmon Survey                                      |
| 390348 | 2013 CS133             | 10 de desembre de 2001 | Kitt Peak            | Spacewatch                                             |
| 390349 | 2013 CG140             | 13 de maig de 2004     | Kitt Peak            | Spacewatch                                             |
| 390350 | 2013 CU141             | 24 d'agost de 2008     | Kitt Peak            | Spacewatch                                             |
| 390351 | 2013 CC143             | 20 de setembre de 2009 | Mount Lemmon         | Mt. Lemmon Survey                                      |
| 390352 | 2013 CY173             | 4 de setembre de 2008  | Kitt Peak            | Spacewatch                                             |
| 390353 | 2013 CB178             | 18 d'octubre de 2009   | Catalina             | CSS                                                    |
| 390354 | 2013 CS178             | 3 d'octubre de 1997    | Caussols             | ODAS                                                   |
| 390355 | 2013 CJ185             | 18 de novembre de 2006 | Mount Lemmon         | Mt. Lemmon Survey                                      |
| 390356 | 2013 CW194             | 6 de febrer de 1997    | Caussols             | ODAS                                                   |
| 390357 | 2013 CM196             | 15 de setembre de 2009 | Kitt Peak            | Spacewatch                                             |
| 390358 | 2013 CC207             | 16 de gener de 2000    | Kitt Peak            | Spacewatch                                             |
| 390359 | 2013 CO209             | 16 de juliol de 2010   | WISE                 | WISE                                                   |
| 390360 | 2013 CY210             | 4 de setembre de 2008  | Kitt Peak            | Spacewatch                                             |
| 390361 | 2013 CO212             | 23 de març de 2003     | Kitt Peak            | Spacewatch                                             |
| 390362 | 2013 CQ217             | 10 de setembre de 2007 | Mount Lemmon         | Mt. Lemmon Survey                                      |
| 390363 | 2013 DU2               | 2 d'octubre de 2008    | Mount Lemmon         | Mt. Lemmon Survey                                      |
| 390364 | 2013 EF46              | 12 de setembre de 2004 | Kitt Peak            | Spacewatch                                             |
| 390365 | 2013 EJ94              | 3 de maig de 2008      | Mount Lemmon         | Mt. Lemmon Survey                                      |
| 390366 | 2013 GD76              | 10 de març de 2003     | Kitt Peak            | Spacewatch                                             |
| 390367 | 2013 JP55              | 25 d'abril de 2007     | Kitt Peak            | Spacewatch                                             |
| 390368 | 2013 LZ9               | 26 de març de 2009     | Mount Lemmon         | Mt. Lemmon Survey                                      |
| 390369 | 2013 LQ35              | 29 de febrer de 2008   | Catalina             | CSS                                                    |
| 390370 | 2013 QP26              | 16 d'octubre de 2006   | Catalina             | CSS                                                    |
| 390371 | 2013 RE13              | 22 d'octubre de 2009   | Mount Lemmon         | Mt. Lemmon Survey                                      |
| 390372 | 2013 SU47              | 25 d'abril de 2007     | Mount Lemmon         | Mt. Lemmon Survey                                      |
| 390373 | 2013 TU11              | 11 de novembre de 2006 | Kitt Peak            | Spacewatch                                             |
| 390374 | 2013 TR32              | 21 d'abril de 2006     | Catalina             | CSS                                                    |
| 390375 | 2013 TH46              | 30 de juliol de 2008   | Kitt Peak            | Spacewatch                                             |
| 390376 | 2013 TA47              | 25 de febrer de 2007   | Mount Lemmon         | Mt. Lemmon Survey                                      |
| 390377 | 2013 TR72              | 7 d'octubre de 2004    | Kitt Peak            | Spacewatch                                             |
| 390378 | 2013 TB90              | 13 de març de 2011     | Mount Lemmon         | Mt. Lemmon Survey                                      |
| 390379 | 2013 UK14              | 6 de novembre de 2005  | Mount Lemmon         | Mt. Lemmon Survey                                      |
| 390380 | 2013 VZ18              | 1 de desembre de 2008  | Socorro              | LINEAR                                                 |
| 390381 | 2013 VW20              | 30 de desembre de 2000 | Socorro              | LINEAR                                                 |
| 390382 | 2013 WM14              | 24 de setembre de 1960 | Palomar              | C. J. van Houten, I. van Houten-Groeneveld, T. Gehrels |
| 390383 | 2013 WF29              | 26 de setembre de 1995 | Kitt Peak            | Spacewatch                                             |
| 390384 | 2013 WB46              | 10 de desembre de 2004 | Socorro              | LINEAR                                                 |
| 390385 | 2013 WG47              | 8 de febrer de 2006    | Kitt Peak            | Spacewatch                                             |
| 390386 | 2013 WC58              | 27 d'agost de 2009     | Kitt Peak            | Spacewatch                                             |
| 390387 | 2013 WJ63              | 6 de juny de 2002      | Socorro              | LINEAR                                                 |
| 390388 | 2013 WB69              | 2 de desembre de 2008  | Kitt Peak            | Spacewatch                                             |
| 390389 | 2013 WY81              | 2 de gener de 2003     | Socorro              | LINEAR                                                 |
| 390390 | 2013 WC84              | 8 d'octubre de 2007    | Catalina             | CSS                                                    |
| 390391 | 2013 WN85              | 7 de setembre de 1996  | Kitt Peak            | Spacewatch                                             |
| 390392 | 2013 WG86              | 5 de desembre de 2002  | Socorro              | LINEAR                                                 |
| 390393 | 2013 WQ94              | 30 de setembre de 2008 | Catalina             | CSS                                                    |
| 390394 | 2013 WC98              | 12 de setembre de 2004 | Kitt Peak            | Spacewatch                                             |
| 390395 | 2013 XE                | 12 de setembre de 2004 | Socorro              | LINEAR                                                 |
| 390396 | 2013 XA2               | 24 de setembre de 2008 | Mount Lemmon         | Mt. Lemmon Survey                                      |
| 390397 | 2013 XE2               | 7 d'octubre de 2008    | Mount Lemmon         | Mt. Lemmon Survey                                      |
| 390398 | 2013 XV20              | 15 de setembre de 2007 | Catalina             | CSS                                                    |
| 390399 | 2013 XA23              | 2 de desembre de 2008  | Kitt Peak            | Spacewatch                                             |
| 390400 | 2013 YO5               | 10 de febrer de 2002   | Socorro              | LINEAR                                                 |

## 390401-390500
| Nom    | Designació provisional | Data de descobriment   | Lloc de descobriment | Descobridor/s          |
| ------ | ---------------------- | ---------------------- | -------------------- | ---------------------- |
| 390401 | 2013 YU5               | 25 de gener de 2006    | Catalina             | CSS                    |
| 390402 | 2013 YJ9               | 3 de desembre de 2008  | Mount Lemmon         | Mt. Lemmon Survey      |
| 390403 | 2013 YU10              | 13 de novembre de 2007 | Mount Lemmon         | Mt. Lemmon Survey      |
| 390404 | 2013 YE11              | 14 de setembre de 2006 | Kitt Peak            | Spacewatch             |
| 390405 | 2013 YB13              | 10 de desembre de 2004 | Kitt Peak            | Spacewatch             |
| 390406 | 2013 YN13              | 23 de gener de 2006    | Kitt Peak            | Spacewatch             |
| 390407 | 2013 YX13              | 27 de juliol de 2005   | Siding Spring        | Siding Spring Survey   |
| 390408 | 2013 YJ16              | 7 de desembre de 2008  | Mount Lemmon         | Mt. Lemmon Survey      |
| 390409 | 2013 YU16              | 21 de maig de 2011     | Mount Lemmon         | Mt. Lemmon Survey      |
| 390410 | 2013 YQ17              | 10 d'octubre de 2007   | Catalina             | CSS                    |
| 390411 | 2013 YU19              | 23 d'agost de 2007     | Siding Spring        | Siding Spring Survey   |
| 390412 | 2013 YK27              | 30 de desembre de 2007 | Mount Lemmon         | Mt. Lemmon Survey      |
| 390413 | 2013 YK29              | 1 de febrer de 2006    | Catalina             | CSS                    |
| 390414 | 2013 YA30              | 20 de setembre de 2006 | Kitt Peak            | Spacewatch             |
| 390415 | 2013 YO30              | 16 de març de 2009     | Catalina             | CSS                    |
| 390416 | 2013 YA32              | 7 de maig de 2007      | Mount Lemmon         | Mt. Lemmon Survey      |
| 390417 | 2013 YF32              | 28 de juny de 2011     | Mount Lemmon         | Mt. Lemmon Survey      |
| 390418 | 2013 YH32              | 7 d'abril de 2003      | Kitt Peak            | Spacewatch             |
| 390419 | 2013 YL32              | 14 de febrer de 2005   | Catalina             | CSS                    |
| 390420 | 2013 YN32              | 5 de novembre de 2007  | XuYi                 | PMO NEO Survey Program |
| 390421 | 2013 YQ32              | 17 de juny de 2005     | Mount Lemmon         | Mt. Lemmon Survey      |
| 390422 | 2013 YB34              | 1 de febrer de 2006    | Mount Lemmon         | Mt. Lemmon Survey      |
| 390423 | 2013 YM34              | 30 de gener de 2006    | Catalina             | CSS                    |
| 390424 | 2013 YW35              | 21 de novembre de 2006 | Catalina             | CSS                    |
| 390425 | 2013 YH40              | 15 de juny de 2007     | Kitt Peak            | Spacewatch             |
| 390426 | 2013 YO43              | 30 de març de 2004     | Kitt Peak            | Spacewatch             |
| 390427 | 2013 YO45              | 3 de març de 2006      | Catalina             | CSS                    |
| 390428 | 2013 YF49              | 28 d'octubre de 2008   | Mount Lemmon         | Mt. Lemmon Survey      |
| 390429 | 2013 YL49              | 30 de setembre de 2005 | Kitt Peak            | Spacewatch             |
| 390430 | 2013 YZ49              | 6 de desembre de 2008  | Kitt Peak            | Spacewatch             |
| 390431 | 2013 YC50              | 1 de desembre de 2008  | Kitt Peak            | Spacewatch             |
| 390432 | 2013 YF50              | 19 de desembre de 2003 | Kitt Peak            | Spacewatch             |
| 390433 | 2013 YJ55              | 12 de juny de 2011     | Mount Lemmon         | Mt. Lemmon Survey      |
| 390434 | 2013 YB56              | 20 de gener de 2009    | Catalina             | CSS                    |
| 390435 | 2013 YW58              | 21 d'abril de 2004     | Campo Imperatore     | CINEOS                 |
| 390436 | 2013 YY58              | 4 de desembre de 2000  | Socorro              | LINEAR                 |
| 390437 | 2013 YV62              | 4 de setembre de 2008  | Kitt Peak            | Spacewatch             |
| 390438 | 2013 YV64              | 18 de desembre de 2000 | Kitt Peak            | Spacewatch             |
| 390439 | 2013 YT65              | 6 de març de 2010      | WISE                 | WISE                   |
| 390440 | 2013 YF68              | 31 de desembre de 2007 | Kitt Peak            | Spacewatch             |
| 390441 | 2013 YW68              | 21 de novembre de 2003 | Kitt Peak            | Spacewatch             |
| 390442 | 2013 YY68              | 7 d'octubre de 2007    | Mount Lemmon         | Mt. Lemmon Survey      |
| 390443 | 2013 YN69              | 21 de setembre de 2008 | Mount Lemmon         | Mt. Lemmon Survey      |
| 390444 | 2013 YQ69              | 20 de gener de 2010    | WISE                 | WISE                   |
| 390445 | 2013 YU69              | 3 de març de 2000      | Socorro              | LINEAR                 |
| 390446 | 2013 YR73              | 16 de novembre de 2000 | Kitt Peak            | Spacewatch             |
| 390447 | 2013 YY73              | 18 de desembre de 2004 | Mount Lemmon         | Mt. Lemmon Survey      |
| 390448 | 2013 YG76              | 30 de gener de 2003    | Socorro              | LINEAR                 |
| 390449 | 2013 YC78              | 7 de maig de 2008      | Mount Lemmon         | Mt. Lemmon Survey      |
| 390450 | 2013 YO82              | 15 de març de 2004     | Kitt Peak            | Spacewatch             |
| 390451 | 2013 YS83              | 27 de març de 2004     | Socorro              | LINEAR                 |
| 390452 | 2013 YH90              | 23 de novembre de 2006 | Kitt Peak            | Spacewatch             |
| 390453 | 2013 YP90              | 21 de setembre de 2008 | Mount Lemmon         | Mt. Lemmon Survey      |
| 390454 | 2013 YC91              | 28 de gener de 2006    | Mount Lemmon         | Mt. Lemmon Survey      |
| 390455 | 2013 YO92              | 13 d'octubre de 2004   | Anderson Mesa        | LONEOS                 |
| 390456 | 2013 YF96              | 29 de desembre de 2008 | Kitt Peak            | Spacewatch             |
| 390457 | 2013 YD97              | 23 de setembre de 2004 | Kitt Peak            | Spacewatch             |
| 390458 | 2013 YX97              | 16 de març de 2005     | Mount Lemmon         | Mt. Lemmon Survey      |
| 390459 | 2013 YD98              | 18 de novembre de 2008 | Kitt Peak            | Spacewatch             |
| 390460 | 2013 YJ98              | 4 d'octubre de 2004    | Kitt Peak            | Spacewatch             |
| 390461 | 2013 YS108             | 29 de març de 2008     | Kitt Peak            | Spacewatch             |
| 390462 | 2013 YE111             | 17 de novembre de 2009 | Kitt Peak            | Spacewatch             |
| 390463 | 2013 YU112             | 19 de febrer de 2010   | Kitt Peak            | Spacewatch             |
| 390464 | 2013 YT113             | 21 de setembre de 2003 | Kitt Peak            | Spacewatch             |
| 390465 | 2013 YG114             | 27 de gener de 2007    | Mount Lemmon         | Mt. Lemmon Survey      |
| 390466 | 2013 YX116             | 29 de desembre de 2008 | Mount Lemmon         | Mt. Lemmon Survey      |
| 390467 | 2013 YA117             | 2 de febrer de 2005    | Kitt Peak            | Spacewatch             |
| 390468 | 2013 YS118             | 1 d'octubre de 2005    | Mount Lemmon         | Mt. Lemmon Survey      |
| 390469 | 2013 YF120             | 23 de novembre de 1998 | Kitt Peak            | Spacewatch             |
| 390470 | 2013 YE124             | 25 de gener de 2009    | Catalina             | CSS                    |
| 390471 | 2013 YJ124             | 30 de novembre de 2003 | Kitt Peak            | Spacewatch             |
| 390472 | 2013 YB125             | 4 de gener de 2003     | Socorro              | LINEAR                 |
| 390473 | 2013 YM125             | 16 de gener de 2009    | Kitt Peak            | Spacewatch             |
| 390474 | 2013 YY125             | 26 de setembre de 2008 | Kitt Peak            | Spacewatch             |
| 390475 | 2013 YJ129             | 30 de desembre de 2007 | Mount Lemmon         | Mt. Lemmon Survey      |
| 390476 | 2013 YJ132             | 15 de gener de 2010    | WISE                 | WISE                   |
| 390477 | 2013 YL137             | 7 de gener de 2010     | Kitt Peak            | Spacewatch             |
| 390478 | 2013 YP147             | 31 de gener de 2006    | Kitt Peak            | Spacewatch             |
| 390479 | 2013 YH148             | 17 de gener de 1997    | Kitt Peak            | Spacewatch             |
| 390480 | 2013 YW149             | 3 de desembre de 2004  | Catalina             | CSS                    |
| 390481 | 2014 AU                | 3 de novembre de 2004  | Anderson Mesa        | LONEOS                 |
| 390482 | 2014 AK4               | 19 de juliol de 2004   | Siding Spring        | Siding Spring Survey   |
| 390483 | 2014 AV4               | 20 de febrer de 2009   | Kitt Peak            | Spacewatch             |
| 390484 | 2014 AB6               | 18 de setembre de 2009 | Mount Lemmon         | Mt. Lemmon Survey      |
| 390485 | 2014 AG9               | 6 d'octubre de 2008    | Mount Lemmon         | Mt. Lemmon Survey      |
| 390486 | 2014 AT19              | 14 de maig de 2008     | Mount Lemmon         | Mt. Lemmon Survey      |
| 390487 | 2014 AV19              | 14 de maig de 2004     | Kitt Peak            | Spacewatch             |
| 390488 | 2014 AE27              | 23 de setembre de 2009 | Kitt Peak            | Spacewatch             |
| 390489 | 2014 AC28              | 8 de novembre de 2007  | Mount Lemmon         | Mt. Lemmon Survey      |
| 390490 | 2014 AN29              | 13 de gener de 2005    | Kitt Peak            | Spacewatch             |
| 390491 | 2014 AT33              | 14 d'octubre de 2004   | Kitt Peak            | Spacewatch             |
| 390492 | 2014 AR34              | 11 de setembre de 2004 | Socorro              | LINEAR                 |
| 390493 | 2014 AG39              | 1 de setembre de 1994  | Kitt Peak            | Spacewatch             |
| 390494 | 2014 AG40              | 1 de febrer de 2006    | Catalina             | CSS                    |
| 390495 | 2014 AA41              | 25 de gener de 1998    | Kitt Peak            | Spacewatch             |
| 390496 | 2014 AV43              | 3 de febrer de 2006    | Mount Lemmon         | Mt. Lemmon Survey      |
| 390497 | 2014 AZ44              | 9 de març de 2005      | Mount Lemmon         | Mt. Lemmon Survey      |
| 390498 | 2014 AJ47              | 6 de gener de 2000     | Kitt Peak            | Spacewatch             |
| 390499 | 2014 AQ49              | 25 de febrer de 2006   | Mount Lemmon         | Mt. Lemmon Survey      |
| 390500 | 2014 AV49              | 16 de març de 2004     | Socorro              | LINEAR                 |

## 390501-390600
| Nom    | Designació provisional | Data de descobriment   | Lloc de descobriment | Descobridor/s                                          |
| ------ | ---------------------- | ---------------------- | -------------------- | ------------------------------------------------------ |
| 390501 | 2014 AY50              | 19 de febrer de 2009   | Kitt Peak            | Spacewatch                                             |
| 390502 | 2014 AQ54              | 3 de gener de 2009     | Mount Lemmon         | Mt. Lemmon Survey                                      |
| 390503 | 2014 BV                | 26 de gener de 2006    | Mount Lemmon         | Mt. Lemmon Survey                                      |
| 390504 | 2014 BB1               | 1 de febrer de 2009    | Catalina             | CSS                                                    |
| 390505 | 2014 BF17              | 19 de febrer de 2009   | Kitt Peak            | Spacewatch                                             |
| 390506 | 2014 BS21              | 20 d'abril de 1998     | Kitt Peak            | Spacewatch                                             |
| 390507 | 2014 BU24              | 19 de setembre de 2001 | Socorro              | LINEAR                                                 |
| 390508 | 2014 BD25              | 9 de juny de 2004      | Socorro              | LINEAR                                                 |
| 390509 | 2014 BU29              | 25 d'abril de 2003     | Anderson Mesa        | LONEOS                                                 |
| 390510 | 2014 BM33              | 2 d'abril de 2006      | Kitt Peak            | Spacewatch                                             |
| 390511 | 2014 BC44              | 12 de setembre de 2004 | Socorro              | LINEAR                                                 |
| 390512 | 2014 BC56              | 1 d'octubre de 2003    | Anderson Mesa        | LONEOS                                                 |
| 390513 | 2014 BJ62              | 8 d'abril de 2006      | Kitt Peak            | Spacewatch                                             |
| 390514 | 4209 T-3               | 16 d'octubre de 1977   | Palomar              | C. J. van Houten, I. van Houten-Groeneveld, T. Gehrels |
| 390515 | 1994 TQ5               | 4 d'octubre de 1994    | Kitt Peak            | Spacewatch                                             |
| 390516 | 1995 SP6               | 17 de setembre de 1995 | Kitt Peak            | Spacewatch                                             |
| 390517 | 1995 SZ6               | 17 de setembre de 1995 | Kitt Peak            | Spacewatch                                             |
| 390518 | 1995 SF42              | 25 de setembre de 1995 | Kitt Peak            | Spacewatch                                             |
| 390519 | 1995 TT11              | 15 d'octubre de 1995   | Kitt Peak            | Spacewatch                                             |
| 390520 | 1995 UH21              | 19 d'octubre de 1995   | Kitt Peak            | Spacewatch                                             |
| 390521 | 1995 YU3               | 26 de desembre de 1995 | Kitt Peak            | Spacewatch                                             |
| 390522 | 1996 GD1               | 15 d'abril de 1996     | Kitt Peak            | Spacewatch                                             |
| 390523 | 1996 TE22              | 6 d'octubre de 1996    | Kitt Peak            | Spacewatch                                             |
| 390524 | 1996 TW27              | 7 d'octubre de 1996    | Kitt Peak            | Spacewatch                                             |
| 390525 | 1996 VB26              | 10 de novembre de 1996 | Kitt Peak            | Spacewatch                                             |
| 390526 | 1996 XW25              | 12 de desembre de 1996 | Oohira               | T. Urata                                               |
| 390527 | 1997 EV5               | 4 de març de 1997      | Kitt Peak            | Spacewatch                                             |
| 390528 | 1997 SV11              | 27 de setembre de 1997 | Kitt Peak            | Spacewatch                                             |
| 390529 | 1997 ST12              | 28 de setembre de 1997 | Kitt Peak            | Spacewatch                                             |
| 390530 | 1998 EG8               | 2 de març de 1998      | Xinglong             | Beijing Schmidt CCD Asteroid Program                   |
| 390531 | 1998 HN24              | 24 d'abril de 1998     | Mauna Kea            | C. Veillet                                             |
| 390532 | 1998 QO102             | 26 d'agost de 1998     | La Silla             | E. W. Elst                                             |
| 390533 | 1998 RG2               | 15 de setembre de 1998 | Caussols             | ODAS                                                   |
| 390534 | 1998 TA2               | 13 d'octubre de 1998   | San Marcello         | L. Tesi                                                |
| 390535 | 1999 CW89              | 10 de febrer de 1999   | Socorro              | LINEAR                                                 |
| 390536 | 1999 KK1               | 17 de maig de 1999     | Socorro              | LINEAR                                                 |
| 390537 | 1999 RO108             | 8 de setembre de 1999  | Socorro              | LINEAR                                                 |
| 390538 | 1999 RJ214             | 10 de setembre de 1999 | Socorro              | LINEAR                                                 |
| 390539 | 1999 TV53              | 6 d'octubre de 1999    | Kitt Peak            | Spacewatch                                             |
| 390540 | 1999 TE165             | 10 d'octubre de 1999   | Socorro              | LINEAR                                                 |
| 390541 | 1999 TV215             | 15 d'octubre de 1999   | Socorro              | LINEAR                                                 |
| 390542 | 1999 VV91              | 9 de novembre de 1999  | Socorro              | LINEAR                                                 |
| 390543 | 1999 YU2               | 16 de desembre de 1999 | Kitt Peak            | Spacewatch                                             |
| 390544 | 2000 CM103             | 8 de febrer de 2000    | Socorro              | LINEAR                                                 |
| 390545 | 2000 CE123             | 3 de febrer de 2000    | Socorro              | LINEAR                                                 |
| 390546 | 2000 EK50              | 10 de març de 2000     | Catalina             | CSS                                                    |
| 390547 | 2000 ET98              | 10 de març de 2000     | Kitt Peak            | Spacewatch                                             |
| 390548 | 2000 FZ5               | 25 de març de 2000     | Kitt Peak            | Spacewatch                                             |
| 390549 | 2000 FH6               | 25 de març de 2000     | Kitt Peak            | Spacewatch                                             |
| 390550 | 2000 JG11              | 3 de maig de 2000      | Socorro              | LINEAR                                                 |
| 390551 | 2000 JV68              | 9 de maig de 2000      | Kitt Peak            | Spacewatch                                             |
| 390552 | 2000 SD18              | 23 de setembre de 2000 | Socorro              | LINEAR                                                 |
| 390553 | 2000 SL164             | 25 de setembre de 2000 | Socorro              | LINEAR                                                 |
| 390554 | 2000 SM204             | 24 de setembre de 2000 | Socorro              | LINEAR                                                 |
| 390555 | 2000 SF303             | 28 de setembre de 2000 | Socorro              | LINEAR                                                 |
| 390556 | 2000 TE65              | 1 d'octubre de 2000    | Socorro              | LINEAR                                                 |
| 390557 | 2000 UL2               | 24 d'octubre de 2000   | Emerald Lane         | L. Ball                                                |
| 390558 | 2000 VV                | 1 de novembre de 2000  | Kitt Peak            | Spacewatch                                             |
| 390559 | 2000 WV109             | 20 de novembre de 2000 | Socorro              | LINEAR                                                 |
| 390560 | 2000 YE95              | 30 de desembre de 2000 | Socorro              | LINEAR                                                 |
| 390561 | 2001 AR25              | 5 de gener de 2001     | Socorro              | LINEAR                                                 |
| 390562 | 2001 BG13              | 21 de gener de 2001    | Socorro              | LINEAR                                                 |
| 390563 | 2001 CU40              | 15 de febrer de 2001   | Socorro              | LINEAR                                                 |
| 390564 | 2001 CP49              | 1 de febrer de 2001    | Kitt Peak            | Spacewatch                                             |
| 390565 | 2001 DK47              | 26 de gener de 2001    | Kitt Peak            | Spacewatch                                             |
| 390566 | 2001 DZ62              | 19 de febrer de 2001   | Socorro              | LINEAR                                                 |
| 390567 | 2001 FP6               | 20 de març de 2001     | Haleakala            | NEAT                                                   |
| 390568 | 2001 FX93              | 16 de març de 2001     | Socorro              | LINEAR                                                 |
| 390569 | 2001 FS95              | 16 de març de 2001     | Socorro              | LINEAR                                                 |
| 390570 | 2001 FU166             | 19 de març de 2001     | Anderson Mesa        | LONEOS                                                 |
| 390571 | 2001 HA11              | 17 d'abril de 2001     | Socorro              | LINEAR                                                 |
| 390572 | 2001 HJ21              | 23 d'abril de 2001     | Socorro              | LINEAR                                                 |
| 390573 | 2001 HB57              | 25 d'abril de 2001     | Anderson Mesa        | LONEOS                                                 |
| 390574 | 2001 KQ                | 17 de maig de 2001     | Socorro              | LINEAR                                                 |
| 390575 | 2001 MT22              | 25 de juny de 2001     | Palomar              | NEAT                                                   |
| 390576 | 2001 OJ62              | 23 de juliol de 2001   | Haleakala            | NEAT                                                   |
| 390577 | 2001 OU82              | 27 de juliol de 2001   | Palomar              | NEAT                                                   |
| 390578 | 2001 PF16              | 9 d'agost de 2001      | Palomar              | NEAT                                                   |
| 390579 | 2001 PQ62              | 13 d'agost de 2001     | Haleakala            | NEAT                                                   |
| 390580 | 2001 QP6               | 16 d'agost de 2001     | Socorro              | LINEAR                                                 |
| 390581 | 2001 QD116             | 17 d'agost de 2001     | Socorro              | LINEAR                                                 |
| 390582 | 2001 QG206             | 23 d'agost de 2001     | Anderson Mesa        | LONEOS                                                 |
| 390583 | 2001 QH256             | 25 d'agost de 2001     | Socorro              | LINEAR                                                 |
| 390584 | 2001 QX288             | 16 d'agost de 2001     | Palomar              | NEAT                                                   |
| 390585 | 2001 QV333             | 16 d'agost de 2001     | Socorro              | LINEAR                                                 |
| 390586 | 2001 RE25              | 7 de setembre de 2001  | Socorro              | LINEAR                                                 |
| 390587 | 2001 RY53              | 12 de setembre de 2001 | Socorro              | LINEAR                                                 |
| 390588 | 2001 RF66              | 10 de setembre de 2001 | Socorro              | LINEAR                                                 |
| 390589 | 2001 RM134             | 12 de setembre de 2001 | Socorro              | LINEAR                                                 |
| 390590 | 2001 SC1               | 17 de setembre de 2001 | Desert Eagle         | W. K. Y. Yeung                                         |
| 390591 | 2001 SN35              | 16 de setembre de 2001 | Socorro              | LINEAR                                                 |
| 390592 | 2001 SQ59              | 17 de setembre de 2001 | Socorro              | LINEAR                                                 |
| 390593 | 2001 SL91              | 25 de juliol de 2001   | Kitt Peak            | Spacewatch                                             |
| 390594 | 2001 SV96              | 20 de setembre de 2001 | Socorro              | LINEAR                                                 |
| 390595 | 2001 SL100             | 20 de setembre de 2001 | Socorro              | LINEAR                                                 |
| 390596 | 2001 SB186             | 19 de setembre de 2001 | Socorro              | LINEAR                                                 |
| 390597 | 2001 SV274             | 20 de setembre de 2001 | Kitt Peak            | Spacewatch                                             |
| 390598 | 2001 SJ304             | 20 de setembre de 2001 | Socorro              | LINEAR                                                 |
| 390599 | 2001 SE311             | 19 de setembre de 2001 | Socorro              | LINEAR                                                 |
| 390600 | 2001 SC313             | 21 de setembre de 2001 | Socorro              | LINEAR                                                 |

## 390601-390700
| Nom    | Designació provisional | Data de descobriment   | Lloc de descobriment | Descobridor/s            |
| ------ | ---------------------- | ---------------------- | -------------------- | ------------------------ |
| 390601 | 2001 TD25              | 14 d'octubre de 2001   | Socorro              | LINEAR                   |
| 390602 | 2001 TB89              | 14 d'octubre de 2001   | Socorro              | LINEAR                   |
| 390603 | 2001 TE89              | 14 d'octubre de 2001   | Socorro              | LINEAR                   |
| 390604 | 2001 TT152             | 10 d'octubre de 2001   | Palomar              | NEAT                     |
| 390605 | 2001 TL174             | 14 d'octubre de 2001   | Socorro              | LINEAR                   |
| 390606 | 2001 TC175             | 15 d'octubre de 2001   | Socorro              | LINEAR                   |
| 390607 | 2001 TN191             | 14 d'octubre de 2001   | Socorro              | LINEAR                   |
| 390608 | 2001 TL258             | 10 d'octubre de 2001   | Palomar              | NEAT                     |
| 390609 | 2001 UD28              | 16 d'octubre de 2001   | Socorro              | LINEAR                   |
| 390610 | 2001 UL37              | 17 d'octubre de 2001   | Socorro              | LINEAR                   |
| 390611 | 2001 UV58              | 24 de setembre de 2001 | Socorro              | LINEAR                   |
| 390612 | 2001 UN186             | 17 d'octubre de 2001   | Socorro              | LINEAR                   |
| 390613 | 2001 UT212             | 10 d'octubre de 2001   | Kitt Peak            | Spacewatch               |
| 390614 | 2001 UQ213             | 23 d'octubre de 2001   | Socorro              | LINEAR                   |
| 390615 | 2001 VN3               | 11 de novembre de 2001 | Kitt Peak            | Spacewatch               |
| 390616 | 2001 VM7               | 9 de novembre de 2001  | Socorro              | LINEAR                   |
| 390617 | 2001 VO75              | 15 de novembre de 2001 | Kitt Peak            | Spacewatch               |
| 390618 | 2001 WU2               | 21 d'octubre de 2001   | Socorro              | LINEAR                   |
| 390619 | 2001 WV46              | 19 de novembre de 2001 | Socorro              | LINEAR                   |
| 390620 | 2001 WH64              | 12 de novembre de 2001 | Kitt Peak            | Spacewatch               |
| 390621 | 2001 WP99              | 19 de novembre de 2001 | Socorro              | LINEAR                   |
| 390622 | 2001 YR131             | 18 de desembre de 2001 | Socorro              | LINEAR                   |
| 390623 | 2002 AP11              | 4 de gener de 2002     | Kitt Peak            | Spacewatch               |
| 390624 | 2002 AG183             | 5 de gener de 2002     | Palomar              | NEAT                     |
| 390625 | 2002 BO4               | 19 de gener de 2002    | Anderson Mesa        | LONEOS                   |
| 390626 | 2002 BC15              | 19 de gener de 2002    | Socorro              | LINEAR                   |
| 390627 | 2002 CD32              | 6 de febrer de 2002    | Socorro              | LINEAR                   |
| 390628 | 2002 CU89              | 7 de febrer de 2002    | Socorro              | LINEAR                   |
| 390629 | 2002 CP181             | 10 de febrer de 2002   | Socorro              | LINEAR                   |
| 390630 | 2002 CC227             | 6 de febrer de 2002    | Palomar              | NEAT                     |
| 390631 | 2002 CL285             | 10 de febrer de 2002   | Socorro              | LINEAR                   |
| 390632 | 2002 DY9               | 19 de febrer de 2002   | Socorro              | LINEAR                   |
| 390633 | 2002 FV25              | 19 de març de 2002     | Palomar              | NEAT                     |
| 390634 | 2002 GX143             | 13 d'abril de 2002     | Palomar              | NEAT                     |
| 390635 | 2002 GL149             | 14 d'abril de 2002     | Socorro              | LINEAR                   |
| 390636 | 2002 JV8               | 4 de maig de 2002      | Socorro              | LINEAR                   |
| 390637 | 2002 JO108             | 14 de maig de 2002     | Palomar              | NEAT                     |
| 390638 | 2002 LZ62              | 13 de juny de 2002     | Palomar              | NEAT                     |
| 390639 | 2002 NC15              | 5 de juliol de 2002    | Socorro              | LINEAR                   |
| 390640 | 2002 NE48              | 14 de juliol de 2002   | Palomar              | NEAT                     |
| 390641 | 2002 NB60              | 13 de juliol de 2002   | Palomar              | NEAT                     |
| 390642 | 2002 NV68              | 14 de juliol de 2002   | Palomar              | NEAT                     |
| 390643 | 2002 OS13              | 18 de juliol de 2002   | Socorro              | LINEAR                   |
| 390644 | 2002 OR30              | 16 de juliol de 2002   | Palomar              | NEAT                     |
| 390645 | 2002 PX40              | 4 d'agost de 2002      | Socorro              | LINEAR                   |
| 390646 | 2002 PN56              | 9 d'agost de 2002      | Socorro              | LINEAR                   |
| 390647 | 2002 PT60              | 10 d'agost de 2002     | Socorro              | LINEAR                   |
| 390648 | 2002 PN88              | 12 d'agost de 2002     | Anderson Mesa        | LONEOS                   |
| 390649 | 2002 PT102             | 12 d'agost de 2002     | Socorro              | LINEAR                   |
| 390650 | 2002 PW103             | 12 d'agost de 2002     | Socorro              | LINEAR                   |
| 390651 | 2002 PR167             | 8 d'agost de 2002      | Palomar              | NEAT                     |
| 390652 | 2002 QS36              | 28 d'agost de 2002     | Palomar              | NEAT                     |
| 390653 | 2002 QR65              | 27 d'agost de 2002     | Palomar              | NEAT                     |
| 390654 | 2002 QW87              | 27 d'agost de 2002     | Palomar              | NEAT                     |
| 390655 | 2002 QW102             | 29 d'agost de 2002     | Palomar              | Palomar                  |
| 390656 | 2002 QN117             | 16 d'agost de 2002     | Palomar              | NEAT                     |
| 390657 | 2002 QR118             | 30 d'agost de 2002     | Palomar              | NEAT                     |
| 390658 | 2002 QY126             | 30 d'agost de 2002     | Palomar              | NEAT                     |
| 390659 | 2002 QC135             | 30 d'agost de 2002     | Palomar              | NEAT                     |
| 390660 | 2002 QY137             | 17 d'agost de 2002     | Palomar              | NEAT                     |
| 390661 | 2002 RF45              | 5 de setembre de 2002  | Socorro              | LINEAR                   |
| 390662 | 2002 RM76              | 5 de setembre de 2002  | Socorro              | LINEAR                   |
| 390663 | 2002 RQ112             | 6 de setembre de 2002  | Socorro              | LINEAR                   |
| 390664 | 2002 RT164             | 12 de setembre de 2002 | Palomar              | NEAT                     |
| 390665 | 2002 RR210             | 15 de setembre de 2002 | Kitt Peak            | Spacewatch               |
| 390666 | 2002 RW232             | 11 de setembre de 2002 | Palomar              | M. White, M. Collins     |
| 390667 | 2002 RV266             | 13 de setembre de 2002 | Palomar              | NEAT                     |
| 390668 | 2002 SL5               | 27 de setembre de 2002 | Palomar              | NEAT                     |
| 390669 | 2002 SZ20              | 26 de setembre de 2002 | Palomar              | NEAT                     |
| 390670 | 2002 SN55              | 30 de setembre de 2002 | Socorro              | LINEAR                   |
| 390671 | 2002 SN72              | 16 de setembre de 2002 | Palomar              | NEAT                     |
| 390672 | 2002 TE57              | 2 d'octubre de 2002    | Socorro              | LINEAR                   |
| 390673 | 2002 TJ60              | 3 d'octubre de 2002    | Palomar              | NEAT                     |
| 390674 | 2002 TV109             | 2 d'octubre de 2002    | Haleakala            | NEAT                     |
| 390675 | 2002 TP161             | 5 d'octubre de 2002    | Palomar              | NEAT                     |
| 390676 | 2002 TW228             | 7 d'octubre de 2002    | Haleakala            | NEAT                     |
| 390677 | 2002 TE241             | 7 d'octubre de 2002    | Socorro              | LINEAR                   |
| 390678 | 2002 TO255             | 9 d'octubre de 2002    | Socorro              | LINEAR                   |
| 390679 | 2002 TW277             | 10 d'octubre de 2002   | Socorro              | LINEAR                   |
| 390680 | 2002 TA291             | 10 d'octubre de 2002   | Socorro              | LINEAR                   |
| 390681 | 2002 TT322             | 5 d'octubre de 2002    | Apache Point         | Sloan Digital Sky Survey |
| 390682 | 2002 TM353             | 10 d'octubre de 2002   | Apache Point         | Sloan Digital Sky Survey |
| 390683 | 2002 TW365             | 10 d'octubre de 2002   | Apache Point         | Sloan Digital Sky Survey |
| 390684 | 2002 UT4               | 29 d'octubre de 2002   | Socorro              | LINEAR                   |
| 390685 | 2002 UR44              | 4 d'octubre de 2002    | Socorro              | LINEAR                   |
| 390686 | 2002 UH51              | 29 d'octubre de 2002   | Apache Point         | Sloan Digital Sky Survey |
| 390687 | 2002 VJ1               | 2 de novembre de 2002  | La Palma             | La Palma                 |
| 390688 | 2002 VF8               | 4 d'octubre de 2002    | Socorro              | LINEAR                   |
| 390689 | 2002 VS91              | 12 de novembre de 2002 | Socorro              | LINEAR                   |
| 390690 | 2002 VG112             | 13 de novembre de 2002 | Socorro              | LINEAR                   |
| 390691 | 2002 XC15              | 7 de desembre de 2002  | Desert Eagle         | W. K. Y. Yeung           |
| 390692 | 2002 XE79              | 11 de desembre de 2002 | Socorro              | LINEAR                   |
| 390693 | 2002 XB115             | 5 de desembre de 2002  | Haleakala            | NEAT                     |
| 390694 | 2002 YT1               | 27 de desembre de 2002 | Socorro              | LINEAR                   |
| 390695 | 2003 AY3               | 3 de gener de 2003     | Socorro              | LINEAR                   |
| 390696 | 2003 AZ48              | 5 de gener de 2003     | Socorro              | LINEAR                   |
| 390697 | 2003 AJ62              | 8 de gener de 2003     | Socorro              | LINEAR                   |
| 390698 | 2003 AO68              | 1 de gener de 2003     | Socorro              | LINEAR                   |
| 390699 | 2003 BF31              | 27 de gener de 2003    | Socorro              | LINEAR                   |
| 390700 | 2003 BA32              | 27 de gener de 2003    | Socorro              | LINEAR                   |

## 390701-390800
| Nom    | Designació provisional | Data de descobriment   | Lloc de descobriment | Descobridor/s            |
| ------ | ---------------------- | ---------------------- | -------------------- | ------------------------ |
| 390701 | 2003 BE77              | 30 de gener de 2003    | Anderson Mesa        | LONEOS                   |
| 390702 | 2003 BF87              | 5 de gener de 2003     | Kitt Peak            | Spacewatch               |
| 390703 | 2003 BL89              | 28 de gener de 2003    | Kitt Peak            | Spacewatch               |
| 390704 | 2003 CJ26              | 10 de febrer de 2003   | Kitt Peak            | Spacewatch               |
| 390705 | 2003 CK26              | 10 de febrer de 2003   | Kitt Peak            | Spacewatch               |
| 390706 | 2003 DO2               | 22 de febrer de 2003   | Palomar              | NEAT                     |
| 390707 | 2003 DR24              | 26 de febrer de 2003   | Campo Imperatore     | CINEOS                   |
| 390708 | 2003 EZ11              | 6 de març de 2003      | Socorro              | LINEAR                   |
| 390709 | 2003 EJ43              | 10 de març de 2003     | Kitt Peak            | Spacewatch               |
| 390710 | 2003 FL18              | 24 de març de 2003     | Kitt Peak            | Spacewatch               |
| 390711 | 2003 FU24              | 24 de març de 2003     | Kitt Peak            | Spacewatch               |
| 390712 | 2003 FP46              | 24 de març de 2003     | Kitt Peak            | Spacewatch               |
| 390713 | 2003 FO67              | 26 de març de 2003     | Palomar              | NEAT                     |
| 390714 | 2003 FU70              | 26 de març de 2003     | Kitt Peak            | Spacewatch               |
| 390715 | 2003 FS82              | 27 de març de 2003     | Palomar              | NEAT                     |
| 390716 | 2003 FR89              | 29 de març de 2003     | Anderson Mesa        | LONEOS                   |
| 390717 | 2003 FC105             | 26 de març de 2003     | Kitt Peak            | Spacewatch               |
| 390718 | 2003 FB124             | 30 de març de 2003     | Kitt Peak            | M. W. Buie               |
| 390719 | 2003 GG1               | 1 d'abril de 2003      | Socorro              | LINEAR                   |
| 390720 | 2003 GM7               | 1 d'abril de 2003      | Socorro              | LINEAR                   |
| 390721 | 2003 GF43              | 9 d'abril de 2003      | Palomar              | NEAT                     |
| 390722 | 2003 GG43              | 9 d'abril de 2003      | Palomar              | NEAT                     |
| 390723 | 2003 GE46              | 27 de març de 2003     | Anderson Mesa        | LONEOS                   |
| 390724 | 2003 GK56              | 4 d'abril de 2003      | Kitt Peak            | Spacewatch               |
| 390725 | 2003 HB                | 21 d'abril de 2003     | Socorro              | LINEAR                   |
| 390726 | 2003 HC58              | 29 d'abril de 2003     | Kitt Peak            | Spacewatch               |
| 390727 | 2003 JF11              | 3 de maig de 2003      | Kitt Peak            | Spacewatch               |
| 390728 | 2003 JB12              | 5 d'abril de 2003      | Kitt Peak            | Spacewatch               |
| 390729 | 2003 JU12              | 5 de maig de 2003      | Haleakala            | NEAT                     |
| 390730 | 2003 JK18              | 3 de maig de 2003      | Kitt Peak            | Spacewatch               |
| 390731 | 2003 MR1               | 23 de juny de 2003     | Socorro              | LINEAR                   |
| 390732 | 2003 NC1               | 2 de juliol de 2003    | Haleakala            | NEAT                     |
| 390733 | 2003 OS                | 20 de juliol de 2003   | Socorro              | LINEAR                   |
| 390734 | 2003 OM9               | 23 de juliol de 2003   | Palomar              | NEAT                     |
| 390735 | 2003 QY62              | 23 d'agost de 2003     | Socorro              | LINEAR                   |
| 390736 | 2003 RE17              | 15 de setembre de 2003 | Palomar              | NEAT                     |
| 390737 | 2003 RQ25              | 15 de setembre de 2003 | Palomar              | NEAT                     |
| 390738 | 2003 SB5               | 16 de setembre de 2003 | Kitt Peak            | Spacewatch               |
| 390739 | 2003 SX50              | 25 d'agost de 2003     | Socorro              | LINEAR                   |
| 390740 | 2003 SO53              | 16 de setembre de 2003 | Kitt Peak            | Spacewatch               |
| 390741 | 2003 SK81              | 19 de setembre de 2003 | Haleakala            | NEAT                     |
| 390742 | 2003 SY93              | 18 de setembre de 2003 | Kitt Peak            | Spacewatch               |
| 390743 | 2003 SD129             | 20 de setembre de 2003 | Piszkéstet&          | Piszkesteto              |
| 390744 | 2003 SS139             | 18 de setembre de 2003 | Kitt Peak            | Spacewatch               |
| 390745 | 2003 SB161             | 17 de setembre de 2003 | Palomar              | NEAT                     |
| 390746 | 2003 SC166             | 2 de setembre de 2003  | Socorro              | LINEAR                   |
| 390747 | 2003 SQ186             | 22 de setembre de 2003 | Anderson Mesa        | LONEOS                   |
| 390748 | 2003 SD194             | 20 de setembre de 2003 | Haleakala            | NEAT                     |
| 390749 | 2003 SP225             | 26 de setembre de 2003 | Socorro              | LINEAR                   |
| 390750 | 2003 SR284             | 20 de setembre de 2003 | Socorro              | LINEAR                   |
| 390751 | 2003 SF301             | 17 de setembre de 2003 | Palomar              | NEAT                     |
| 390752 | 2003 SJ302             | 17 de setembre de 2003 | Palomar              | NEAT                     |
| 390753 | 2003 SA306             | 30 de setembre de 2003 | Socorro              | LINEAR                   |
| 390754 | 2003 SP308             | 29 de setembre de 2003 | Anderson Mesa        | LONEOS                   |
| 390755 | 2003 SV312             | 17 de setembre de 2003 | Palomar              | NEAT                     |
| 390756 | 2003 SZ323             | 16 de setembre de 2003 | Kitt Peak            | Spacewatch               |
| 390757 | 2003 SY326             | 18 de setembre de 2003 | Kitt Peak            | Spacewatch               |
| 390758 | 2003 ST331             | 27 de setembre de 2003 | Kitt Peak            | Spacewatch               |
| 390759 | 2003 SU365             | 26 de setembre de 2003 | Apache Point         | Sloan Digital Sky Survey |
| 390760 | 2003 SP393             | 26 de setembre de 2003 | Apache Point         | Sloan Digital Sky Survey |
| 390761 | 2003 SJ420             | 17 de setembre de 2003 | Kitt Peak            | Spacewatch               |
| 390762 | 2003 SN433             | 29 de setembre de 2003 | Kitt Peak            | Spacewatch               |
| 390763 | 2003 TR19              | 15 d'octubre de 2003   | Palomar              | NEAT                     |
| 390764 | 2003 TH25              | 1 d'octubre de 2003    | Kitt Peak            | Spacewatch               |
| 390765 | 2003 TW33              | 1 d'octubre de 2003    | Kitt Peak            | Spacewatch               |
| 390766 | 2003 TT38              | 21 de setembre de 2003 | Kitt Peak            | Spacewatch               |
| 390767 | 2003 UU5               | 18 d'octubre de 2003   | Palomar              | NEAT                     |
| 390768 | 2003 UY89              | 20 d'octubre de 2003   | Palomar              | NEAT                     |
| 390769 | 2003 UN118             | 17 d'octubre de 2003   | Kitt Peak            | Spacewatch               |
| 390770 | 2003 UZ126             | 21 d'octubre de 2003   | Kitt Peak            | Spacewatch               |
| 390771 | 2003 UU137             | 21 d'octubre de 2003   | Socorro              | LINEAR                   |
| 390772 | 2003 UR140             | 28 de setembre de 2003 | Anderson Mesa        | LONEOS                   |
| 390773 | 2003 UR155             | 5 d'octubre de 2003    | Kitt Peak            | Spacewatch               |
| 390774 | 2003 UJ188             | 22 d'octubre de 2003   | Socorro              | LINEAR                   |
| 390775 | 2003 UW211             | 23 d'octubre de 2003   | Kitt Peak            | Spacewatch               |
| 390776 | 2003 UN270             | 17 d'octubre de 2003   | Palomar              | NEAT                     |
| 390777 | 2003 UB316             | 22 d'octubre de 2003   | Anderson Mesa        | LONEOS                   |
| 390778 | 2003 UV320             | 24 d'octubre de 2003   | Socorro              | LINEAR                   |
| 390779 | 2003 WY6               | 28 de setembre de 2003 | Socorro              | LINEAR                   |
| 390780 | 2003 WM93              | 19 de novembre de 2003 | Anderson Mesa        | LONEOS                   |
| 390781 | 2003 WG105             | 21 de novembre de 2003 | Socorro              | LINEAR                   |
| 390782 | 2003 WQ109             | 20 de novembre de 2003 | Socorro              | LINEAR                   |
| 390783 | 2003 WG130             | 21 de novembre de 2003 | Socorro              | LINEAR                   |
| 390784 | 2003 WW175             | 19 de novembre de 2003 | Kitt Peak            | Spacewatch               |
| 390785 | 2003 WC183             | 23 de novembre de 2003 | Kitt Peak            | M. W. Buie               |
| 390786 | 2003 XS1               | 1 de desembre de 2003  | Socorro              | LINEAR                   |
| 390787 | 2003 YH10              | 17 de desembre de 2003 | Socorro              | LINEAR                   |
| 390788 | 2003 YP48              | 18 de desembre de 2003 | Socorro              | LINEAR                   |
| 390789 | 2004 BH47              | 21 de gener de 2004    | Socorro              | LINEAR                   |
| 390790 | 2004 BE110             | 28 de gener de 2004    | Catalina             | CSS                      |
| 390791 | 2004 BM147             | 22 de gener de 2004    | Socorro              | LINEAR                   |
| 390792 | 2004 BL149             | 16 de gener de 2004    | Kitt Peak            | Spacewatch               |
| 390793 | 2004 CN8               | 11 de febrer de 2004   | Kitt Peak            | Spacewatch               |
| 390794 | 2004 CY115             | 22 de gener de 2004    | Socorro              | LINEAR                   |
| 390795 | 2004 CJ130             | 14 de febrer de 2004   | Socorro              | LINEAR                   |
| 390796 | 2004 DT4               | 16 de febrer de 2004   | Kitt Peak            | Spacewatch               |
| 390797 | 2004 ER28              | 15 de març de 2004     | Kitt Peak            | Spacewatch               |
| 390798 | 2004 FG8               | 16 de març de 2004     | Kitt Peak            | Spacewatch               |
| 390799 | 2004 FZ59              | 17 de febrer de 2004   | Kitt Peak            | Spacewatch               |
| 390800 | 2004 FG61              | 19 de març de 2004     | Socorro              | LINEAR                   |

## 390801-390900
| Nom    | Designació provisional | Data de descobriment   | Lloc de descobriment | Descobridor/s             |
| ------ | ---------------------- | ---------------------- | -------------------- | ------------------------- |
| 390801 | 2004 FL104             | 15 de març de 2004     | Kitt Peak            | Spacewatch                |
| 390802 | 2004 GS19              | 15 d'abril de 2004     | Socorro              | LINEAR                    |
| 390803 | 2004 GX32              | 12 d'abril de 2004     | Palomar              | NEAT                      |
| 390804 | 2004 GS72              | 14 d'abril de 2004     | Kitt Peak            | Spacewatch                |
| 390805 | 2004 GW82              | 31 de març de 2004     | Kitt Peak            | Spacewatch                |
| 390806 | 2004 HD36              | 21 d'abril de 2004     | Catalina             | CSS                       |
| 390807 | 2004 HA47              | 22 d'abril de 2004     | Socorro              | LINEAR                    |
| 390808 | 2004 HK52              | 24 d'abril de 2004     | Socorro              | LINEAR                    |
| 390809 | 2004 HU65              | 31 de març de 2004     | Kitt Peak            | Spacewatch                |
| 390810 | 2004 HF67              | 21 d'abril de 2004     | Kitt Peak            | Spacewatch                |
| 390811 | 2004 HY69              | 23 d'abril de 2004     | Kitt Peak            | Spacewatch                |
| 390812 | 2004 JQ6               | 10 de maig de 2004     | Haleakala            | NEAT                      |
| 390813 | 2004 JY6               | 13 de maig de 2004     | Hunters Hill         | D. Higgins                |
| 390814 | 2004 JD16              | 11 de maig de 2004     | Anderson Mesa        | LONEOS                    |
| 390815 | 2004 JW44              | 9 de maig de 2004      | Kitt Peak            | Spacewatch                |
| 390816 | 2004 KQ6               | 18 de maig de 2004     | Socorro              | LINEAR                    |
| 390817 | 2004 KW18              | 22 de maig de 2004     | Apache Point         | Sloan Digital Sky Survey  |
| 390818 | 2004 KX18              | 22 de maig de 2004     | Apache Point         | Sloan Digital Sky Survey  |
| 390819 | 2004 LE2               | 11 de juny de 2004     | Siding Spring        | Siding Spring Survey      |
| 390820 | 2004 LQ23              | 14 de juny de 2004     | Siding Spring        | Siding Spring Survey      |
| 390821 | 2004 MW4               | 22 de juny de 2004     | Reedy Creek          | J. Broughton              |
| 390822 | 2004 NG16              | 11 de juliol de 2004   | Socorro              | LINEAR                    |
| 390823 | 2004 NQ23              | 14 de juliol de 2004   | Socorro              | LINEAR                    |
| 390824 | 2004 OT                | 17 de juliol de 2004   | 7300                 | W. K. Y. Yeung            |
| 390825 | 2004 OA3               | 16 de juliol de 2004   | Socorro              | LINEAR                    |
| 390826 | 2004 OB11              | 22 de juliol de 2004   | Anderson Mesa        | LONEOS                    |
| 390827 | 2004 PD17              | 27 de juny de 2004     | Catalina             | CSS                       |
| 390828 | 2004 PV17              | 8 d'agost de 2004      | Socorro              | LINEAR                    |
| 390829 | 2004 PU20              | 6 d'agost de 2004      | Palomar              | NEAT                      |
| 390830 | 2004 PP34              | 8 d'agost de 2004      | Anderson Mesa        | LONEOS                    |
| 390831 | 2004 PF44              | 7 d'agost de 2004      | Palomar              | NEAT                      |
| 390832 | 2004 PX64              | 10 d'agost de 2004     | Socorro              | LINEAR                    |
| 390833 | 2004 PH88              | 11 d'agost de 2004     | Socorro              | LINEAR                    |
| 390834 | 2004 PM99              | 10 d'agost de 2004     | Socorro              | LINEAR                    |
| 390835 | 2004 PJ100             | 12 d'agost de 2004     | Socorro              | LINEAR                    |
| 390836 | 2004 PV110             | 14 d'agost de 2004     | Cerro Tololo         | M. W. Buie                |
| 390837 | 2004 QV4               | 21 d'agost de 2004     | Catalina             | CSS                       |
| 390838 | 2004 QM12              | 21 d'agost de 2004     | Siding Spring        | Siding Spring Survey      |
| 390839 | 2004 RU8               | 6 de setembre de 2004  | Goodricke-Pigott     | Goodricke-Pigott          |
| 390840 | 2004 RL23              | 7 de setembre de 2004  | Kitt Peak            | Spacewatch                |
| 390841 | 2004 RJ44              | 8 de setembre de 2004  | Socorro              | LINEAR                    |
| 390842 | 2004 RJ71              | 8 de setembre de 2004  | Socorro              | LINEAR                    |
| 390843 | 2004 RP71              | 8 de setembre de 2004  | Socorro              | LINEAR                    |
| 390844 | 2004 RB87              | 7 de setembre de 2004  | Palomar              | NEAT                      |
| 390845 | 2004 RT122             | 7 de setembre de 2004  | Kitt Peak            | Spacewatch                |
| 390846 | 2004 RV138             | 8 de setembre de 2004  | Palomar              | NEAT                      |
| 390847 | 2004 RY161             | 11 de setembre de 2004 | Socorro              | LINEAR                    |
| 390848 | 2004 RB165             | 8 de setembre de 2004  | Uccle                | T. Pauwels, P. De Cat     |
| 390849 | 2004 RF175             | 10 de setembre de 2004 | Socorro              | LINEAR                    |
| 390850 | 2004 RH181             | 10 de setembre de 2004 | Socorro              | LINEAR                    |
| 390851 | 2004 RD183             | 10 de setembre de 2004 | Socorro              | LINEAR                    |
| 390852 | 2004 RX183             | 10 de setembre de 2004 | Socorro              | LINEAR                    |
| 390853 | 2004 RO194             | 10 de setembre de 2004 | Socorro              | LINEAR                    |
| 390854 | 2004 RJ208             | 11 de setembre de 2004 | Socorro              | LINEAR                    |
| 390855 | 2004 RR217             | 11 de setembre de 2004 | Socorro              | LINEAR                    |
| 390856 | 2004 RR218             | 11 de setembre de 2004 | Socorro              | LINEAR                    |
| 390857 | 2004 RS243             | 10 de setembre de 2004 | Kitt Peak            | Spacewatch                |
| 390858 | 2004 RC244             | 10 de setembre de 2004 | Kitt Peak            | Spacewatch                |
| 390859 | 2004 RC276             | 13 de setembre de 2004 | Kitt Peak            | Spacewatch                |
| 390860 | 2004 RK319             | 13 de setembre de 2004 | Kitt Peak            | Spacewatch                |
| 390861 | 2004 RL319             | 13 de setembre de 2004 | Kitt Peak            | Spacewatch                |
| 390862 | 2004 SU7               | 17 de setembre de 2004 | Kitt Peak            | Spacewatch                |
| 390863 | 2004 SY60              | 17 de setembre de 2004 | Kitt Peak            | Spacewatch                |
| 390864 | 2004 TH31              | 4 d'octubre de 2004    | Kitt Peak            | Spacewatch                |
| 390865 | 2004 TE42              | 4 d'octubre de 2004    | Kitt Peak            | Spacewatch                |
| 390866 | 2004 TY75              | 6 d'octubre de 2004    | Palomar              | NEAT                      |
| 390867 | 2004 TY97              | 5 d'octubre de 2004    | Kitt Peak            | Spacewatch                |
| 390868 | 2004 TW107             | 7 d'octubre de 2004    | Socorro              | LINEAR                    |
| 390869 | 2004 TT117             | 5 d'octubre de 2004    | Anderson Mesa        | LONEOS                    |
| 390870 | 2004 TV129             | 7 d'octubre de 2004    | Socorro              | LINEAR                    |
| 390871 | 2004 TE130             | 7 d'octubre de 2004    | Socorro              | LINEAR                    |
| 390872 | 2004 TL130             | 13 d'agost de 2004     | Socorro              | LINEAR                    |
| 390873 | 2004 TT164             | 6 d'octubre de 2004    | Kitt Peak            | Spacewatch                |
| 390874 | 2004 TG168             | 7 d'octubre de 2004    | Socorro              | LINEAR                    |
| 390875 | 2004 TC204             | 7 d'octubre de 2004    | Kitt Peak            | Spacewatch                |
| 390876 | 2004 TV239             | 22 de setembre de 2004 | Desert Eagle         | W. K. Y. Yeung            |
| 390877 | 2004 TH242             | 13 d'octubre de 2004   | Moletai              | K. Cernis, J. Zdanavicius |
| 390878 | 2004 TQ263             | 9 d'octubre de 2004    | Kitt Peak            | Spacewatch                |
| 390879 | 2004 TV287             | 9 d'octubre de 2004    | Socorro              | LINEAR                    |
| 390880 | 2004 TR296             | 10 d'octubre de 2004   | Kitt Peak            | Spacewatch                |
| 390881 | 2004 TZ333             | 9 d'octubre de 2004    | Kitt Peak            | Spacewatch                |
| 390882 | 2004 VY66              | 7 de novembre de 2004  | Socorro              | LINEAR                    |
| 390883 | 2004 VH71              | 9 de novembre de 2004  | Catalina             | CSS                       |
| 390884 | 2004 VB78              | 11 de novembre de 2004 | Kitt Peak            | Kitt Peak                 |
| 390885 | 2004 XE41              | 3 de desembre de 2004  | Kitt Peak            | Spacewatch                |
| 390886 | 2004 XU59              | 11 de desembre de 2004 | Kitt Peak            | Spacewatch                |
| 390887 | 2004 XX61              | 20 de novembre de 2004 | Kitt Peak            | Spacewatch                |
| 390888 | 2004 XK85              | 12 de desembre de 2004 | Kitt Peak            | Spacewatch                |
| 390889 | 2004 XS110             | 14 de desembre de 2004 | Catalina             | CSS                       |
| 390890 | 2004 XP135             | 2 de desembre de 2004  | Kitt Peak            | Spacewatch                |
| 390891 | 2004 YS23              | 18 de desembre de 2004 | Mount Lemmon         | Mt. Lemmon Survey         |
| 390892 | 2004 YW27              | 17 de desembre de 2004 | Socorro              | LINEAR                    |
| 390893 | 2005 AF38              | 13 de gener de 2005    | Catalina             | CSS                       |
| 390894 | 2005 AK50              | 13 de gener de 2005    | Socorro              | LINEAR                    |
| 390895 | 2005 AP75              | 15 de gener de 2005    | Kitt Peak            | Spacewatch                |
| 390896 | 2005 BV7               | 6 de gener de 2005     | Socorro              | LINEAR                    |
| 390897 | 2005 BA25              | 17 de gener de 2005    | Socorro              | LINEAR                    |
| 390898 | 2005 CW28              | 1 de febrer de 2005    | Kitt Peak            | Spacewatch                |
| 390899 | 2005 CD36              | 3 de febrer de 2005    | Socorro              | LINEAR                    |
| 390900 | 2005 ES29              | 2 de març de 2005      | Calvin-Rehoboth      | Calvin College            |

## 390901-391000
| Nom    | Designació provisional | Data de descobriment   | Lloc de descobriment | Descobridor/s     |
| ------ | ---------------------- | ---------------------- | -------------------- | ----------------- |
| 390901 | 2005 EB34              | 1 de març de 2005      | Kitt Peak            | Spacewatch        |
| 390902 | 2005 EA53              | 4 de març de 2005      | Kitt Peak            | Spacewatch        |
| 390903 | 2005 EE63              | 4 de març de 2005      | Mount Lemmon         | Mt. Lemmon Survey |
| 390904 | 2005 EE77              | 3 de març de 2005      | Kitt Peak            | Spacewatch        |
| 390905 | 2005 EA84              | 4 de març de 2005      | Catalina             | CSS               |
| 390906 | 2005 ED92              | 8 de març de 2005      | Anderson Mesa        | LONEOS            |
| 390907 | 2005 EW94              | 10 de març de 2005     | Mayhill              | A. Lowe           |
| 390908 | 2005 EQ96              | 3 de març de 2005      | Catalina             | CSS               |
| 390909 | 2005 EV100             | 3 de març de 2005      | Catalina             | CSS               |
| 390910 | 2005 EQ105             | 4 de març de 2005      | Mount Lemmon         | Mt. Lemmon Survey |
| 390911 | 2005 EB117             | 4 de març de 2005      | Mount Lemmon         | Mt. Lemmon Survey |
| 390912 | 2005 EQ119             | 7 de març de 2005      | Socorro              | LINEAR            |
| 390913 | 2005 EN168             | 1 de març de 2005      | Kitt Peak            | Spacewatch        |
| 390914 | 2005 EB178             | 2 de febrer de 2005    | Socorro              | LINEAR            |
| 390915 | 2005 EE179             | 9 de març de 2005      | Kitt Peak            | Spacewatch        |
| 390916 | 2005 EF188             | 10 de març de 2005     | Mount Lemmon         | Mt. Lemmon Survey |
| 390917 | 2005 EZ198             | 11 de març de 2005     | Mount Lemmon         | Mt. Lemmon Survey |
| 390918 | 2005 EU202             | 10 de març de 2005     | Mount Lemmon         | Mt. Lemmon Survey |
| 390919 | 2005 EF205             | 11 de març de 2005     | Kitt Peak            | Spacewatch        |
| 390920 | 2005 EG235             | 10 de març de 2005     | Mount Lemmon         | Mt. Lemmon Survey |
| 390921 | 2005 EH241             | 11 de març de 2005     | Catalina             | CSS               |
| 390922 | 2005 EY243             | 11 de març de 2005     | Anderson Mesa        | LONEOS            |
| 390923 | 2005 EG247             | 12 de març de 2005     | Socorro              | LINEAR            |
| 390924 | 2005 ET256             | 11 de març de 2005     | Mount Lemmon         | Mt. Lemmon Survey |
| 390925 | 2005 EQ284             | 30 d'octubre de 2002   | Kitt Peak            | Spacewatch        |
| 390926 | 2005 ED331             | 11 de març de 2005     | Catalina             | CSS               |
| 390927 | 2005 FO                | 17 de març de 2005     | Kitt Peak            | Spacewatch        |
| 390928 | 2005 GU3               | 1 d'abril de 2005      | Kitt Peak            | Spacewatch        |
| 390929 | 2005 GP21              | 4 d'abril de 2005      | Mount Lemmon         | Mt. Lemmon Survey |
| 390930 | 2005 GX24              | 2 d'abril de 2005      | Kitt Peak            | Spacewatch        |
| 390931 | 2005 GR36              | 2 d'abril de 2005      | Mount Lemmon         | Mt. Lemmon Survey |
| 390932 | 2005 GZ37              | 3 d'abril de 2005      | Socorro              | LINEAR            |
| 390933 | 2005 GM48              | 5 d'abril de 2005      | Mount Lemmon         | Mt. Lemmon Survey |
| 390934 | 2005 GP52              | 2 d'abril de 2005      | Mount Lemmon         | Mt. Lemmon Survey |
| 390935 | 2005 GR73              | 4 d'abril de 2005      | Catalina             | CSS               |
| 390936 | 2005 GA104             | 9 d'abril de 2005      | Catalina             | CSS               |
| 390937 | 2005 GZ108             | 10 d'abril de 2005     | Mount Lemmon         | Mt. Lemmon Survey |
| 390938 | 2005 GS126             | 11 d'abril de 2005     | Mount Lemmon         | Mt. Lemmon Survey |
| 390939 | 2005 GM137             | 11 d'abril de 2005     | Kitt Peak            | Spacewatch        |
| 390940 | 2005 GO170             | 12 d'abril de 2005     | Socorro              | LINEAR            |
| 390941 | 2005 GS206             | 7 d'abril de 2005      | Kitt Peak            | Spacewatch        |
| 390942 | 2005 GW227             | 6 d'abril de 2005      | Catalina             | CSS               |
| 390943 | 2005 JP8               | 24 de novembre de 2003 | Kitt Peak            | Spacewatch        |
| 390944 | 2005 JQ48              | 3 de maig de 2005      | Kitt Peak            | Spacewatch        |
| 390945 | 2005 JN51              | 4 de maig de 2005      | Kitt Peak            | Spacewatch        |
| 390946 | 2005 JS132             | 14 de maig de 2005     | Kitt Peak            | Spacewatch        |
| 390947 | 2005 JM138             | 13 de maig de 2005     | Kitt Peak            | Spacewatch        |
| 390948 | 2005 JT147             | 13 de maig de 2005     | Kitt Peak            | Spacewatch        |
| 390949 | 2005 JO171             | 6 d'abril de 2005      | Mount Lemmon         | Mt. Lemmon Survey |
| 390950 | 2005 LP1               | 1 de juny de 2005      | Mount Lemmon         | Mt. Lemmon Survey |
| 390951 | 2005 LU33              | 10 de juny de 2005     | Kitt Peak            | Spacewatch        |
| 390952 | 2005 LF37              | 6 de juny de 2005      | Kitt Peak            | Spacewatch        |
| 390953 | 2005 MV20              | 10 de setembre de 2000 | Anderson Mesa        | LONEOS            |
| 390954 | 2005 MK26              | 13 de juny de 2005     | Kitt Peak            | Spacewatch        |
| 390955 | 2005 ME35              | 30 de juny de 2005     | Kitt Peak            | Spacewatch        |
| 390956 | 2005 NL41              | 4 de juliol de 2005    | Mount Lemmon         | Mt. Lemmon Survey |
| 390957 | 2005 NL49              | 5 de juliol de 2005    | Palomar              | NEAT              |
| 390958 | 2005 NG61              | 11 de juliol de 2005   | Kitt Peak            | Spacewatch        |
| 390959 | 2005 OM5               | 28 de juliol de 2005   | Palomar              | NEAT              |
| 390960 | 2005 OY26              | 30 de juliol de 2005   | Palomar              | NEAT              |
| 390961 | 2005 OQ31              | 30 de juliol de 2005   | Palomar              | NEAT              |
| 390962 | 2005 PU20              | 5 de juliol de 2005    | Mount Lemmon         | Mt. Lemmon Survey |
| 390963 | 2005 QJ5               | 22 d'agost de 2005     | Palomar              | NEAT              |
| 390964 | 2005 QA27              | 27 d'agost de 2005     | Kitt Peak            | Spacewatch        |
| 390965 | 2005 QU47              | 26 d'agost de 2005     | Palomar              | NEAT              |
| 390966 | 2005 QS71              | 26 d'agost de 2005     | Anderson Mesa        | LONEOS            |
| 390967 | 2005 QM76              | 24 d'agost de 2005     | Palomar              | NEAT              |
| 390968 | 2005 QX120             | 28 d'agost de 2005     | Kitt Peak            | Spacewatch        |
| 390969 | 2005 QM125             | 28 d'agost de 2005     | Kitt Peak            | Spacewatch        |
| 390970 | 2005 QH127             | 28 d'agost de 2005     | Kitt Peak            | Spacewatch        |
| 390971 | 2005 QS132             | 28 d'agost de 2005     | Kitt Peak            | Spacewatch        |
| 390972 | 2005 QG136             | 28 d'agost de 2005     | Kitt Peak            | Spacewatch        |
| 390973 | 2005 QE173             | 29 d'agost de 2005     | Palomar              | NEAT              |
| 390974 | 2005 QP180             | 28 d'agost de 2005     | Kitt Peak            | Spacewatch        |
| 390975 | 2005 QS181             | 31 d'agost de 2005     | Anderson Mesa        | LONEOS            |
| 390976 | 2005 RZ21              | 27 d'agost de 2005     | Anderson Mesa        | LONEOS            |
| 390977 | 2005 RB31              | 11 de setembre de 2005 | Kitt Peak            | Spacewatch        |
| 390978 | 2005 RK33              | 14 de setembre de 2005 | Catalina             | CSS               |
| 390979 | 2005 SU6               | 23 de setembre de 2005 | Kitt Peak            | Spacewatch        |
| 390980 | 2005 SX7               | 25 de setembre de 2005 | Catalina             | CSS               |
| 390981 | 2005 SC12              | 23 de setembre de 2005 | Kitt Peak            | Spacewatch        |
| 390982 | 2005 SZ19              | 25 de setembre de 2005 | Kingsnake            | J. V. McClusky    |
| 390983 | 2005 SO21              | 25 de setembre de 2005 | Kitt Peak            | Spacewatch        |
| 390984 | 2005 SK25              | 29 d'agost de 2005     | Kitt Peak            | Spacewatch        |
| 390985 | 2005 SR34              | 23 de setembre de 2005 | Kitt Peak            | Spacewatch        |
| 390986 | 2005 SW36              | 24 de setembre de 2005 | Kitt Peak            | Spacewatch        |
| 390987 | 2005 SN50              | 24 de setembre de 2005 | Kitt Peak            | Spacewatch        |
| 390988 | 2005 ST51              | 24 de setembre de 2005 | Kitt Peak            | Spacewatch        |
| 390989 | 2005 SV59              | 26 de setembre de 2005 | Kitt Peak            | Spacewatch        |
| 390990 | 2005 SP68              | 27 de setembre de 2005 | Kitt Peak            | Spacewatch        |
| 390991 | 2005 SG85              | 24 de setembre de 2005 | Kitt Peak            | Spacewatch        |
| 390992 | 2005 SM86              | 24 de setembre de 2005 | Kitt Peak            | Spacewatch        |
| 390993 | 2005 SF88              | 24 de setembre de 2005 | Kitt Peak            | Spacewatch        |
| 390994 | 2005 SR88              | 24 de setembre de 2005 | Kitt Peak            | Spacewatch        |
| 390995 | 2005 SF89              | 24 de setembre de 2005 | Kitt Peak            | Spacewatch        |
| 390996 | 2005 ST89              | 24 de setembre de 2005 | Kitt Peak            | Spacewatch        |
| 390997 | 2005 SN93              | 24 de setembre de 2005 | Kitt Peak            | Spacewatch        |
| 390998 | 2005 SA97              | 25 de setembre de 2005 | Kitt Peak            | Spacewatch        |
| 390999 | 2005 SQ98              | 25 de setembre de 2005 | Kitt Peak            | Spacewatch        |
| 391000 | 2005 SC99              | 25 de setembre de 2005 | Kitt Peak            | Spacewatch        |